# Jacques-Bénigne Bossuet
Pour les articles homonymes, voir Bossuet.
Ne doit pas être confondu avec son neveu Jacques Bénigne Bossuet.
Jacques-Bénigne Bossuet, surnommé l'« Aigle de Meaux », né le 27 septembre 1627 à Dijon et mort le 12 avril 1704 à Paris, est un homme d'Église, évêque, prédicateur et écrivain français.
Prédicateur tôt renommé, il prononce des sermons et des oraisons funèbres qui demeurent célèbres. Il est l'auteur d'une abondante œuvre écrite qui porte sur la spiritualité, l'instruction du dauphin, la controverse antiprotestante ou encore diverses polémiques dont celle qui l'oppose à Fénelon à propos du quiétisme.
Originaire de Dijon, Bossuet fait ses études dans une école jésuite avant de s'inscrire au collège de Navarre à Paris, où il étudie la philosophie et la théologie. En 1652, il fut ordonné prêtre et devint docteur en théologie. Il passe les sept années suivantes à Metz, où il perfectionne ses compétences oratoires et politiques, avant de revenir à Paris et d'asseoir sa réputation de grand prédicateur. Au début des années 1660, Bossuet prêchait régulièrement devant la cour du roi Louis XIV à Versailles. Il fut nommé précepteur du Dauphin en 1670 et élu à l'Académie française un an plus tard en 1671. En 1681, il fut nommé évêque de Meaux, poste qu'il occupa jusqu'à sa mort.
Bossuet était un ardent défenseur de l'absolutisme politique et du droit divin des rois. Plus tard dans sa vie, il fut également impliqué dans les controverses sur le gallicanisme et le quiétisme et soutint la révocation par le roi de l'édit de Nantes, qui abolissait les droits de la minorité protestante huguenote. Bossuet meurt en 1704 à l'âge de 76 ans.
Le cardinal Grente voit en lui « le plus grand [orateur] peut-être que le monde ait connu ».

## Biographie

### Famille et études secondaires à Dijon: un fils de parlementaires

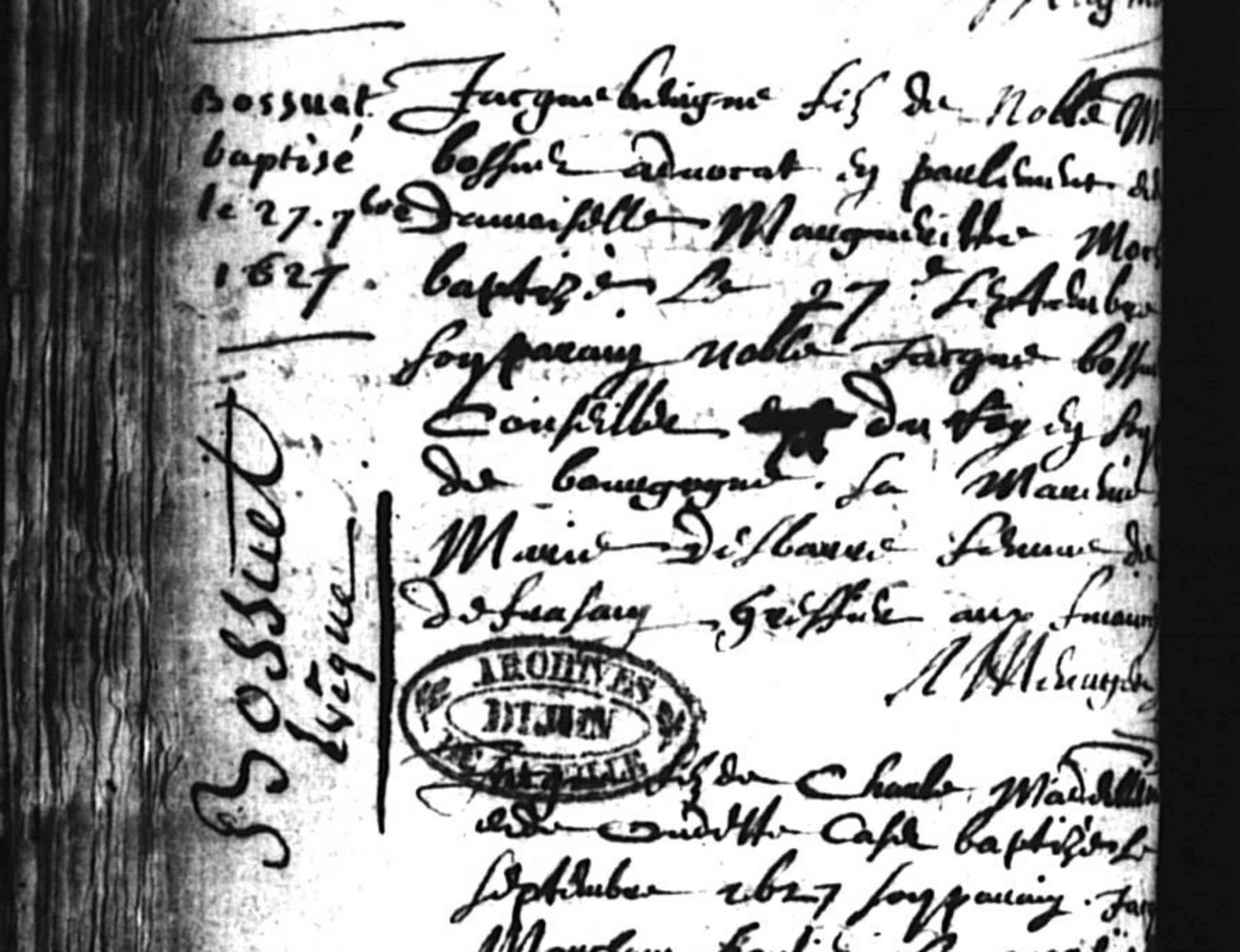
Acte de baptême de Bossuet.

Jacques-Bénigne Bossuet est le fils de Bénigne Bossuet (1592-1667), avocat puis substitut du procureur général du Parlement de Bourgogne, nommé en 1638 conseiller au Parlement de Metz. Sa mère est Marguerite Mochet (1595-1660), également issue d'une famille de magistrats.
Jacques-Bénigne Bossuet fait ses études secondaires au collège des Jésuites de Dijon, qui lui donnent une éducation classique et un goût pour les langues anciennes (apprentissage du grec et du latin). Son goût pour l'étude lui vaut le surnom de bos suetus aratro (« bœuf accoutumé à la charrue »).

### Études à Paris au collège de Navarre: Nicolas Cornet, son maître
À 15 ans, il vient à Paris pour y poursuivre ses études au collège de Navarre, où il a pour maître Nicolas Cornet. Il y étudie en profondeur la philosophie et la théologie. Bossuet prononcera en 1663 l'oraison funèbre de Nicolas Cornet, son maître.

### Bossuet dans le cercle de François Bossuet le riche

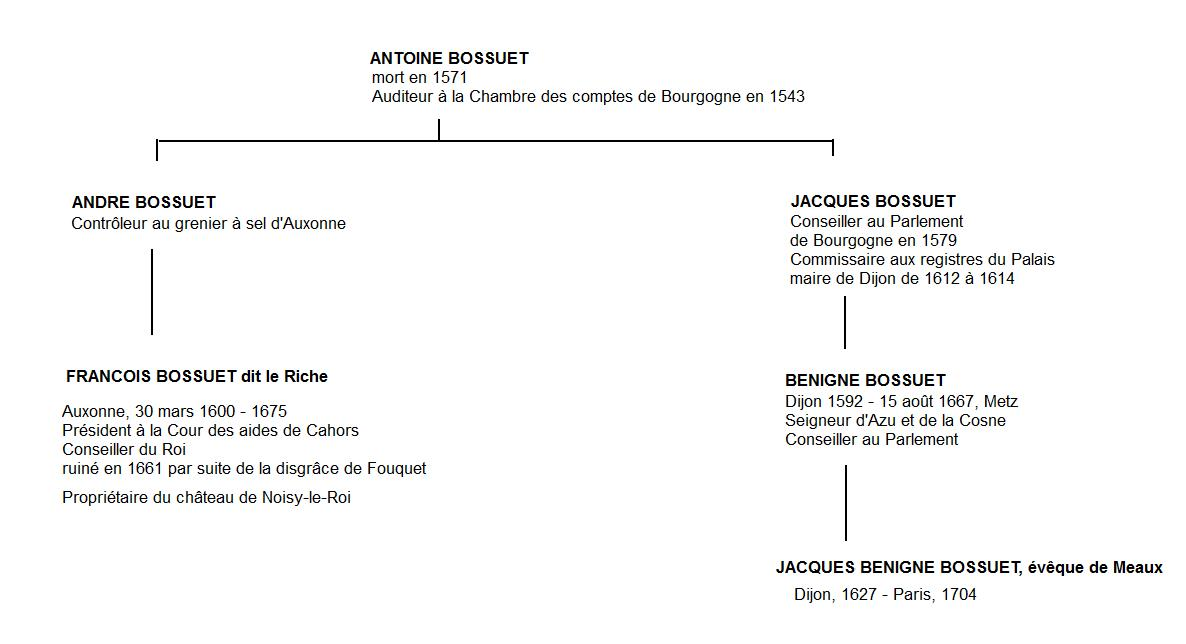
Arbre généalogique simplifié des Bossuet

Bien que destiné au sacerdoce, il côtoie pour quelque temps un milieu mondain : il apprécie Corneille, il s'adonne à l'écriture de vers précieux et fréquente l'hôtel de Rambouillet.
Il semble qu'il ait eu accès facilement à ces cercles parisiens grâce à l'appui de son cousin, François Bossuet le riche, alors l'un des plus grands financiers du royaume, qui trouvera la ruine dans les années 1658-1661, et notamment après la chute de Nicolas Fouquet. Ce personnage joue un rôle sans doute beaucoup plus important qu'il n'y paraît dans la jeunesse de Bossuet et les rencontres qu'il peut faire[réf. nécessaire]. Son génie fera ensuite le reste à la chute de son cousin. D'ailleurs, un peu plus tard, dans les années 1654-1661, Bossuet, encore jeune, a pu accéder au cercle du Surintendant des Finances grâce à Mme Fouquet mère, Marie de Maupeou, membre du cercle des dévots parisiens.

### Entrée dans les ordres
Ordonné sous-diacre à Langres par Sébastien Zamet en 1648, il fait l'expérience d'une conversion religieuse et abandonne sa vie mondaine. C'est l'époque de sa Méditation sur la brièveté de la vie, qui porte les traces de ses futurs ouvrages. La même année, il expose l'essentiel de ses idées sur le rôle de la Providence, dans sa Méditation sur la félicité des saints.

### 1652: archidiacre de Sarrebourg
En janvier 1652, Bossuet est nommé archidiacre de Sarrebourg. Il est ordonné prêtre le 18 mars 1652. Quelques semaines plus tard, il défend son brillant travail de doctorat et devient docteur en théologie.

### 1654: archidiacre de Metz

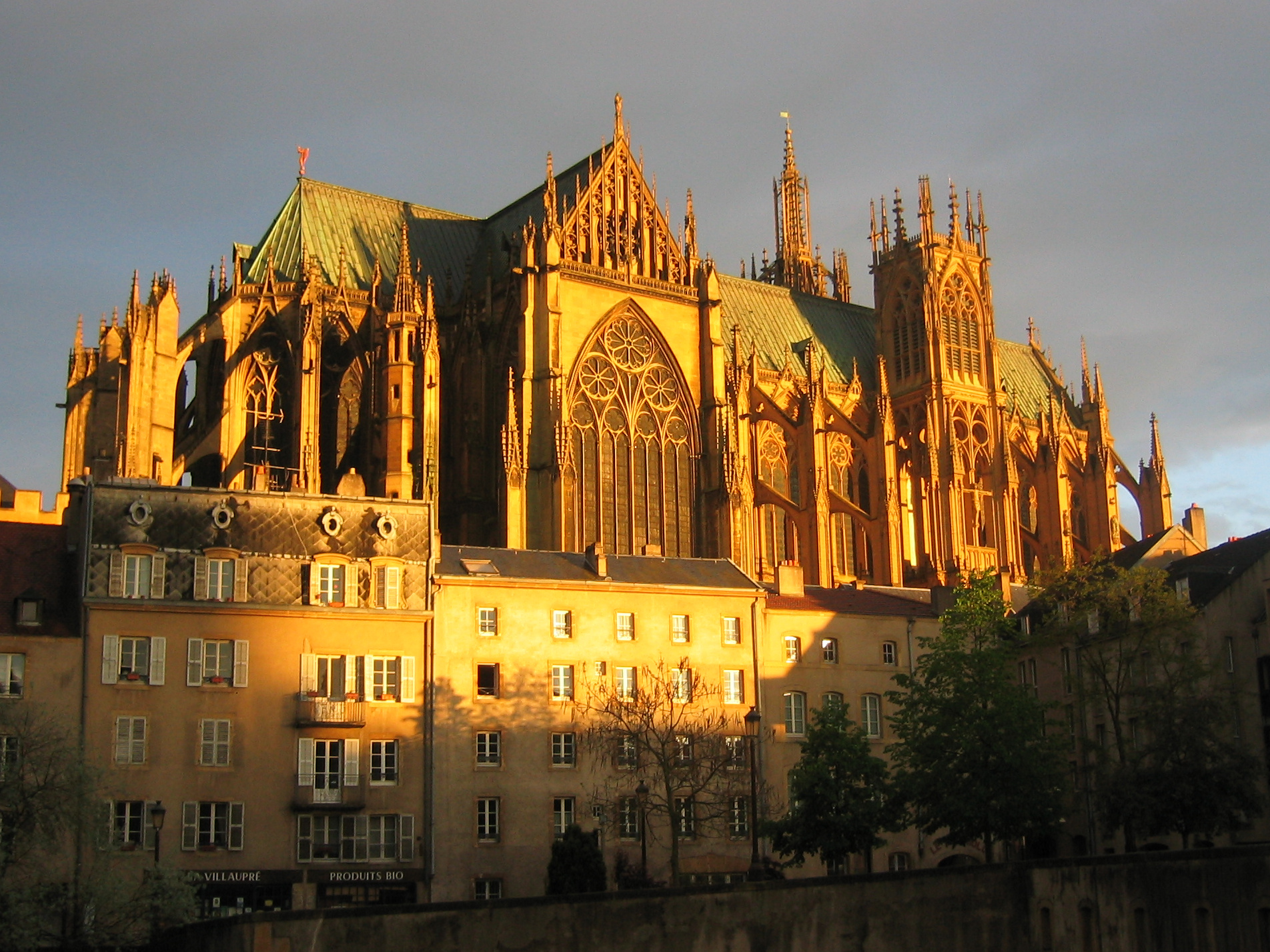
La cathédrale de Metz

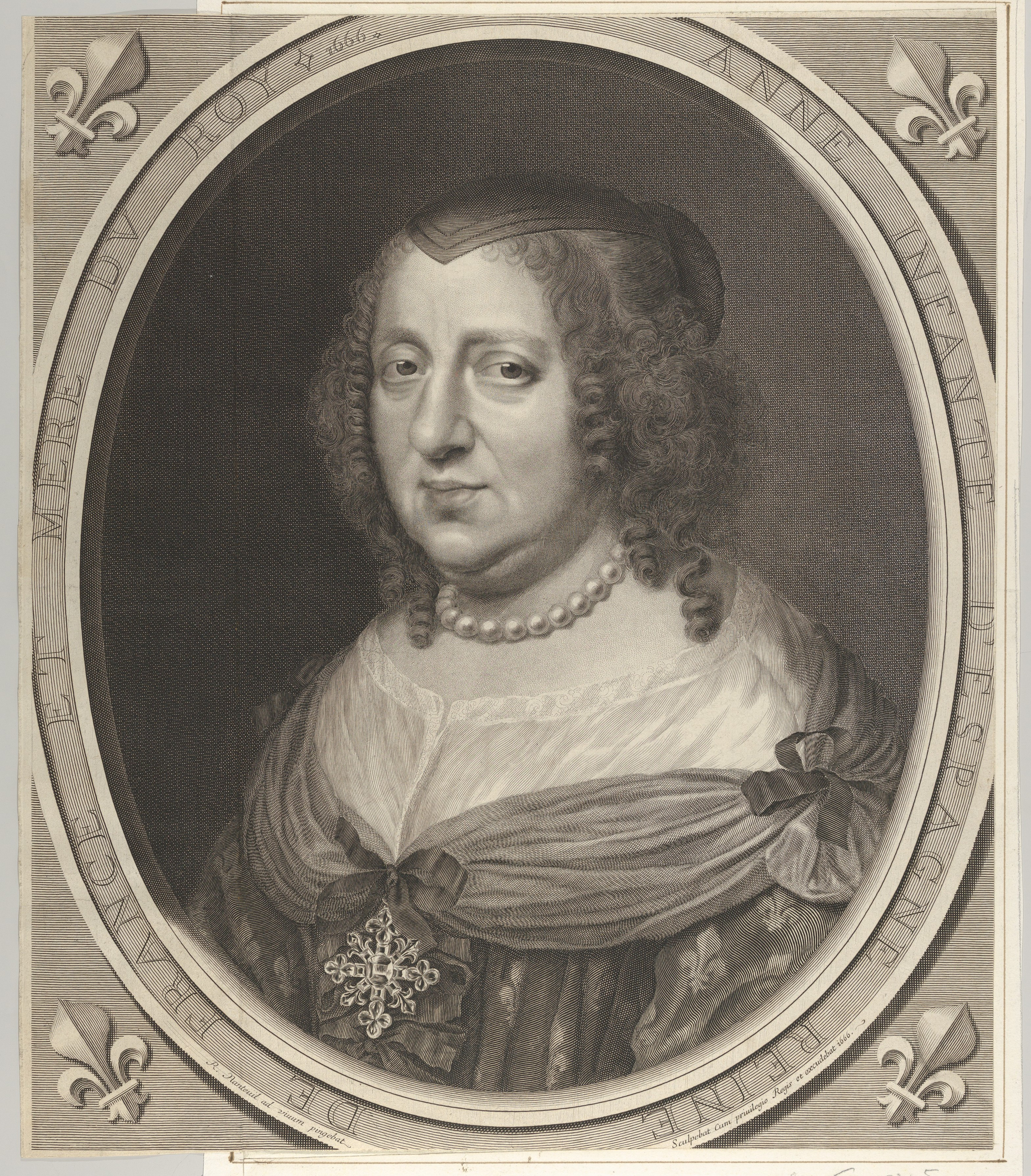
Anne d'Autriche par Nanteuil, MET, NY

Il passe les sept années suivantes à Metz, où il occupe désormais la charge d'archidiacre. Il est immédiatement plongé dans le vif de la controverse ; près de la moitié de Metz est protestante, et la première apparition imprimée de Bossuet est une réfutation du pasteur huguenot Paul Ferry (1655). Pendant le reste de son séjour à Metz, il s'engage fréquemment dans des controverses religieuses avec les protestants (et, moins régulièrement, avec les juifs). Réconcilier les protestants avec l'Église catholique devient son rêve et, pour cela, il commence à se préparer soigneusement à la chaire, centre d'influence très important dans un pays où les assemblées politiques sont inconnues et où les romans et les journaux naissent à peine. Son imagination de jeunesse est débridée et ses idées se transforment facilement en une sorte de subtilité paradoxale, évoquant les facultés divines. Néanmoins, son séjour à Metz constitue un moment important pour développer son oratoire en chaire et pour lui permettre de poursuivre son étude de l'Écriture et des Pères de l'Église. Il acquiert également une expérience politique grâce à sa participation à l'Assemblée locale des Trois Ordres.
En 1657, à Metz, Bossuet prêche devant Anne d'Autriche, mère de Louis XIV. De ce fait, il reçoit le titre honorifique de « Conseiller et Prédicateur du Roi ».

### Bossuet à Paris: les sermons

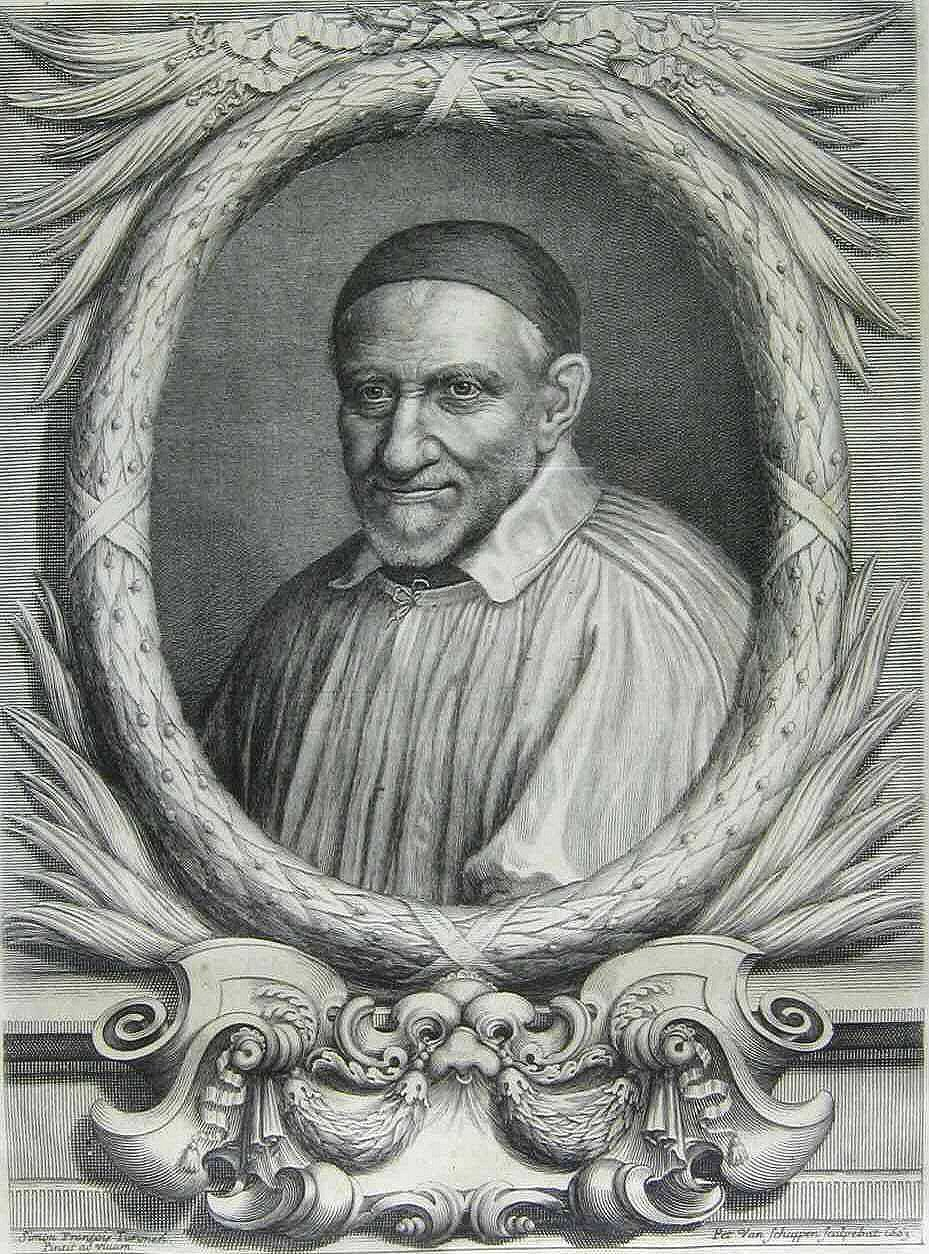
Saint Vincent de Paul, qui a profondément marqué Bossuet jeune

En 1657, Saint Vincent de Paul convainc Bossuet de s'installer à Paris et de se consacrer entièrement à la prédication. Il ne rompt cependant pas entièrement ses liens avec la cathédrale de Metz : il continue à en détenir son bénéfice et en 1664, lorsque son père, veuf, est ordonné prêtre et devient chanoine du chapitre de la cathédrale de Metz, Bossuet est nommé chef du chapitre. doyen.
Bossuet acquiert rapidement une réputation de grand prédicateur et, dès 1660, il prêche régulièrement devant la Cour dans la Chapelle royale. En 1662, il prêche son célèbre sermon « Sur les devoirs des rois » à Louis XIV au Louvre.
À Paris, les congrégations n'ont aucune pitié pour la logique purement cléricale ou le goût clérical ; si un prédicateur voulait capter leur oreille, il doit réussir à s'adresser à eux dans des termes qu'ils accepteraient de considérer comme raisonnables et bien élevés. Ayant des idées très sévères sur la dignité d'un prêtre, Bossuet refuset de s'abaisser aux procédés habituels visant à éveiller l'intérêt populaire.

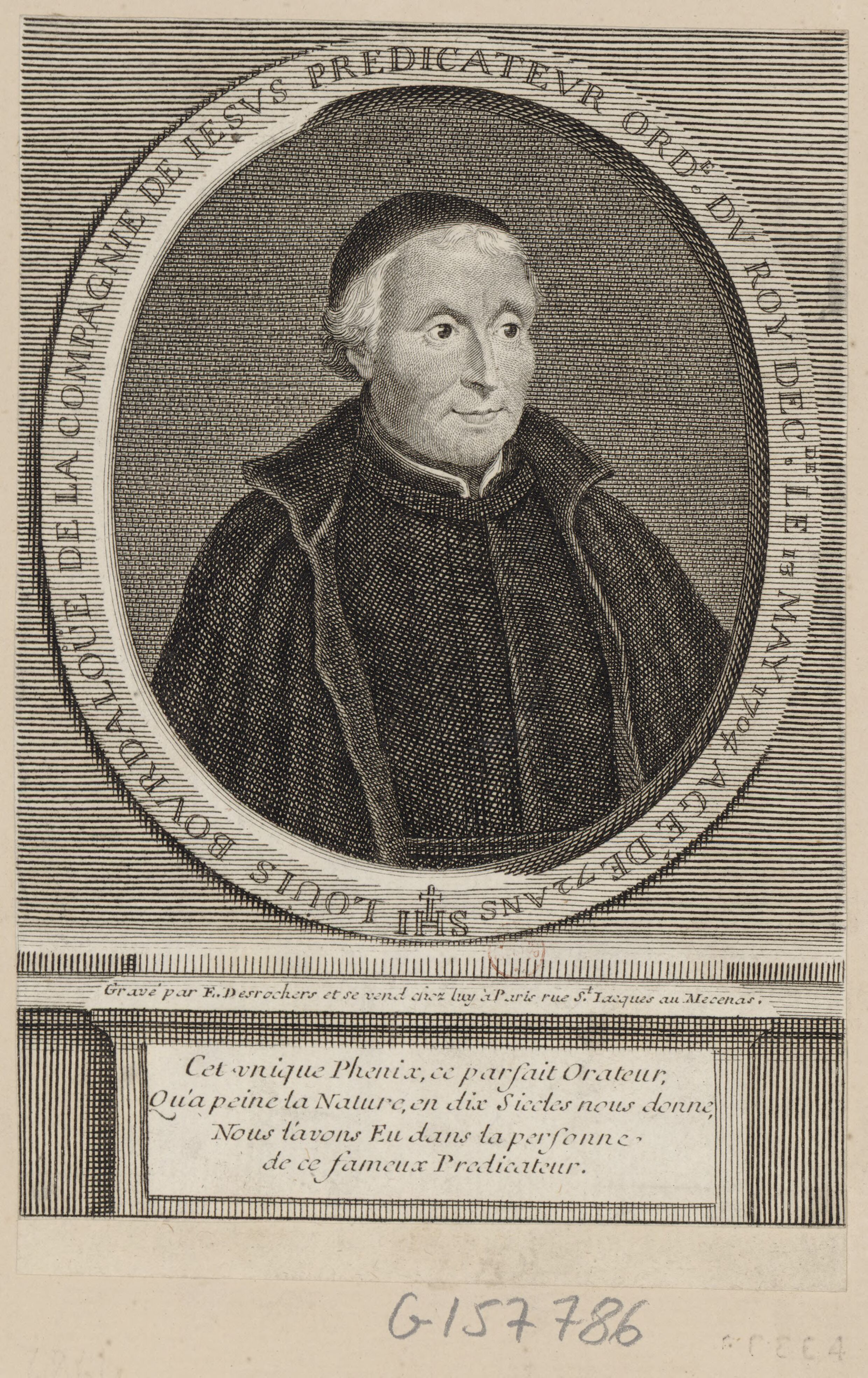
Portrait de L. Bourdaloue, gravure du XVIIIe siècle

L'élément narratif des sermons de Bossuet raccourcit d'année en année. Il n'a jamais dessiné de tableaux satiriques comme son grand rival Louis Bourdaloue. Il n'écrirait pas ses discours dans leur intégralité, et encore moins les apprendrait par cœur : sur les deux cents imprimés dans ses ouvrages, tous, sauf une fraction, ne sont que des brouillons. Des dames comme Mme de Sévigné l'abandonnent lorsque Bourdaloue apparaît à l'horizon parisien en 1669, bien que Fénelon et La Bruyère, deux critiques bien plus solides, refusent de suivre leur exemple.
Bossuet possède tout l'équipement de l'orateur : voix, langage, souplesse et force. Il n’a jamais besoin de faire des efforts pour obtenir un effet ; son génie frappe d'un seul coup la pensée, le sentiment et le mot. Ce qu'il disait de Martin Luther s'applique particulièrement à lui-même : il peut jeter sa fureur dans des thèses et ainsi unir la lumière sèche de l'argumentation au feu et à la chaleur de la passion. Ces qualités atteignent leur apogée dans les Oraisons funèbres.
Bossuet est toujours le meilleur lorsqu'il travaille sur une grande toile ; d'ailleurs, ici aucun scrupule de conscience n'est intervenu pour l'empêcher de consacrer beaucoup de temps et de réflexion au côté artistique de son sujet. L'Oraison, comme son nom l'indique, se situe à mi-chemin entre le sermon proprement dit et ce qu'on appellerait aujourd'hui une notice biographique. C'est du moins ce que Bossuet a fait ; car sur ce terrain, il était non seulement premier, mais seul.
137 des sermons de Bossuet prêchés entre 1659 et 1669 existent, et on estime qu'il en a prêché plus d'une centaine qui ont depuis été perdus. En dehors des occasions d'État, Bossuet est rarement apparu dans une chaire parisienne après 1669.

### Évêque de Condom (Gers)
Le 21 septembre 1670, Charles-Maurice Le Tellier devenu archevêque de Reims consacre, avec l'assentiment du pape, Jacques-Bénigne Bossuet évêque de Condom, en l’église du couvent des Cordeliers à Pontoise ; mais l'année suivante, il renonce à ce poste et devient le précepteur du dauphin, fils de Louis XIV. Le roi lui donne le Prieuré du Plessis-Grimoult.

### 1670-1680: Bossuet Précepteur du Grand Dauphin, fils de Louis XIV / les années les plus intenses de sa vie

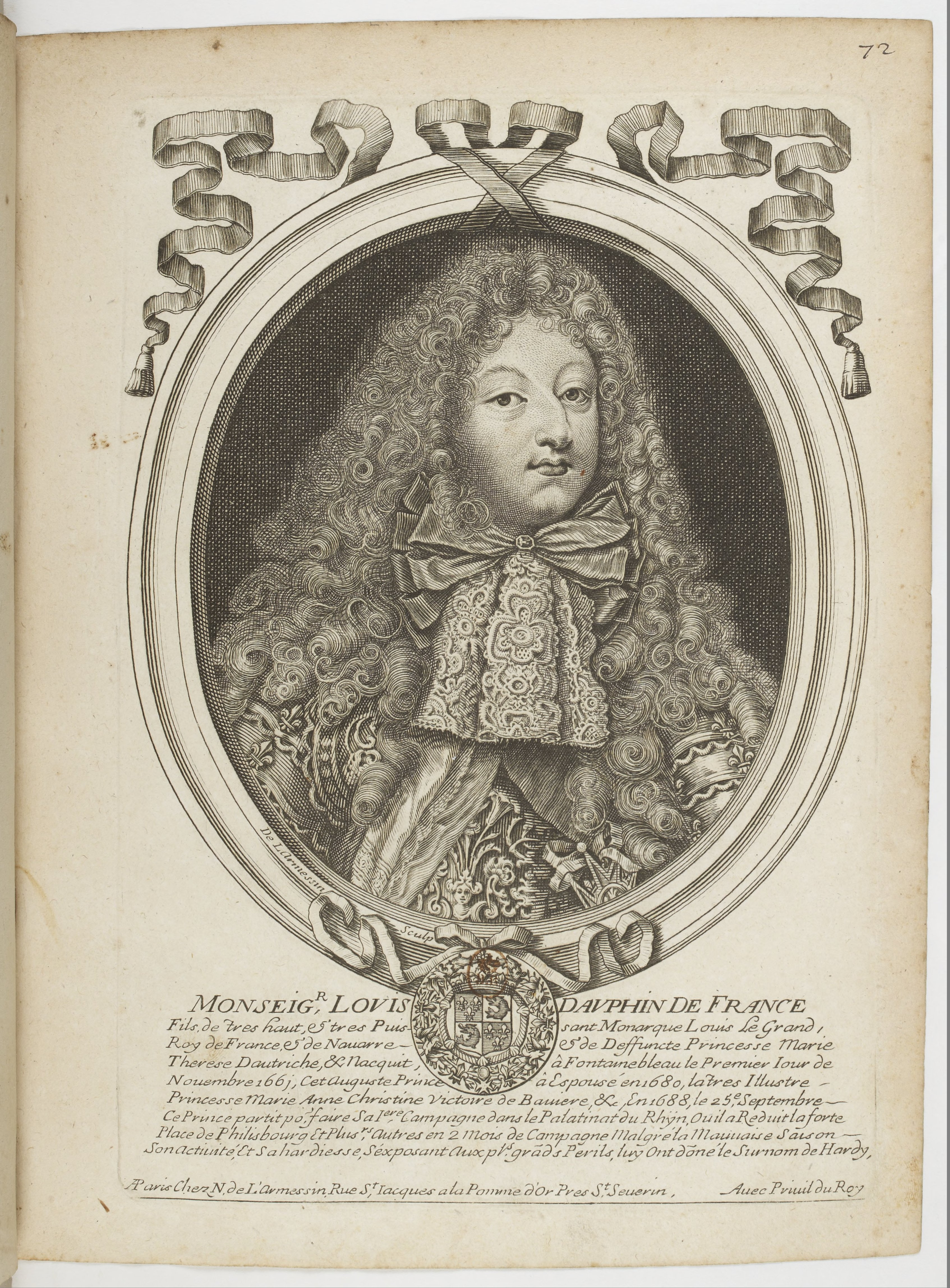
Le Grand Dauphin, estampe par Nicolas de Larmessin.

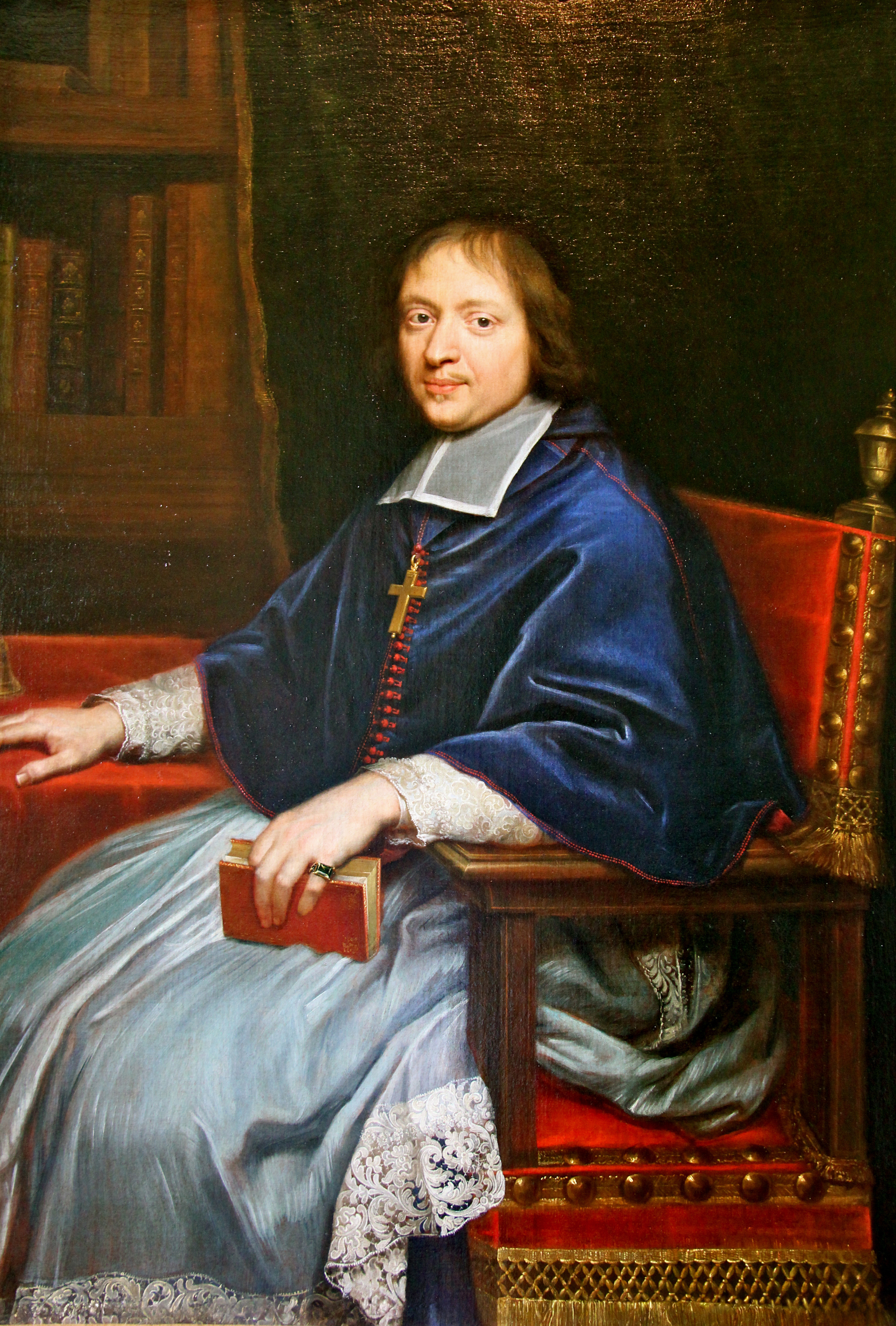
Portrait de Bossuet par Pierre Mignard, vers 1675. Musée Bossuet de Meaux.

Il devient précepteur du dauphin Louis de France, le fils du roi Louis XIV et de Marie-Thérèse d' Autriche en septembre 1670. Mais l'éloquence du prélat est peu faite pour un enfant de 10 ans et le dauphin avouera plus tard que ses durs et austères éducateurs lui ont donné une aversion extrême « pour toute espèce, non pas de travail et d'étude, mais d'amusement d'esprit ». Bossuet terminera cette mission en mars 1680, date du mariage de son élève avec Marie-Anne de Bavière.
En 1681, Bossuet écrit son Discours sur l'histoire universelle dans lequel, après avoir exposé sa vision de l'histoire du monde (depuis la Création jusqu'au triomphe de l'Église catholique en passant par la chute des empires antiques), il en cherche la raison dans les desseins de Dieu sur son Église. Il y mêle Providence et références à des sources (aussi bien la Bible et les docteurs de l'Église que les auteurs gréco-latins, comme Hérodote). « On fut étonné, dit Voltaire, de cette force majestueuse avec laquelle il a décrit les mœurs, le gouvernement, l'accroissement et la chute des grands empires, et de ces traits rapides d'une vérité énergique, dont il peint et juge les nations ». Pour le Dauphin, il écrit aussi le Traité de la connaissance de Dieu et de soi-même, dans lequel il suit en général la doctrine de René Descartes, et se montre aussi profond philosophe qu'écrivain.
Bossuet se réserve l'enseignement de l'histoire, qu'il considère comme fondamental pour la formation du prince. Pendant près de dix ans, il raconte au dauphin l'histoire des rois qui se sont succédé à la tête du royaume, en tirant de ce récit des enseignements politiques, psychologiques et moraux ; le récit est mené jusqu'au règne de Charles IX. Le dauphin doit résumer oralement la leçon, puis la rédiger en français et la mettre en latin sur des cahiers qui ont été conservés. Il écrit lui-même les livres de classe pour son royal élève. Bossuet s'entoure également de nombreux scientifiques durant cette période.
Bossuet a une conception très littéraliste de la vérité de la Bible. En 1678, il fait brûler l'ouvrage de Richard Simon Histoire critique du vieux testament.
Il est élu membre de l'Académie française en 1671.

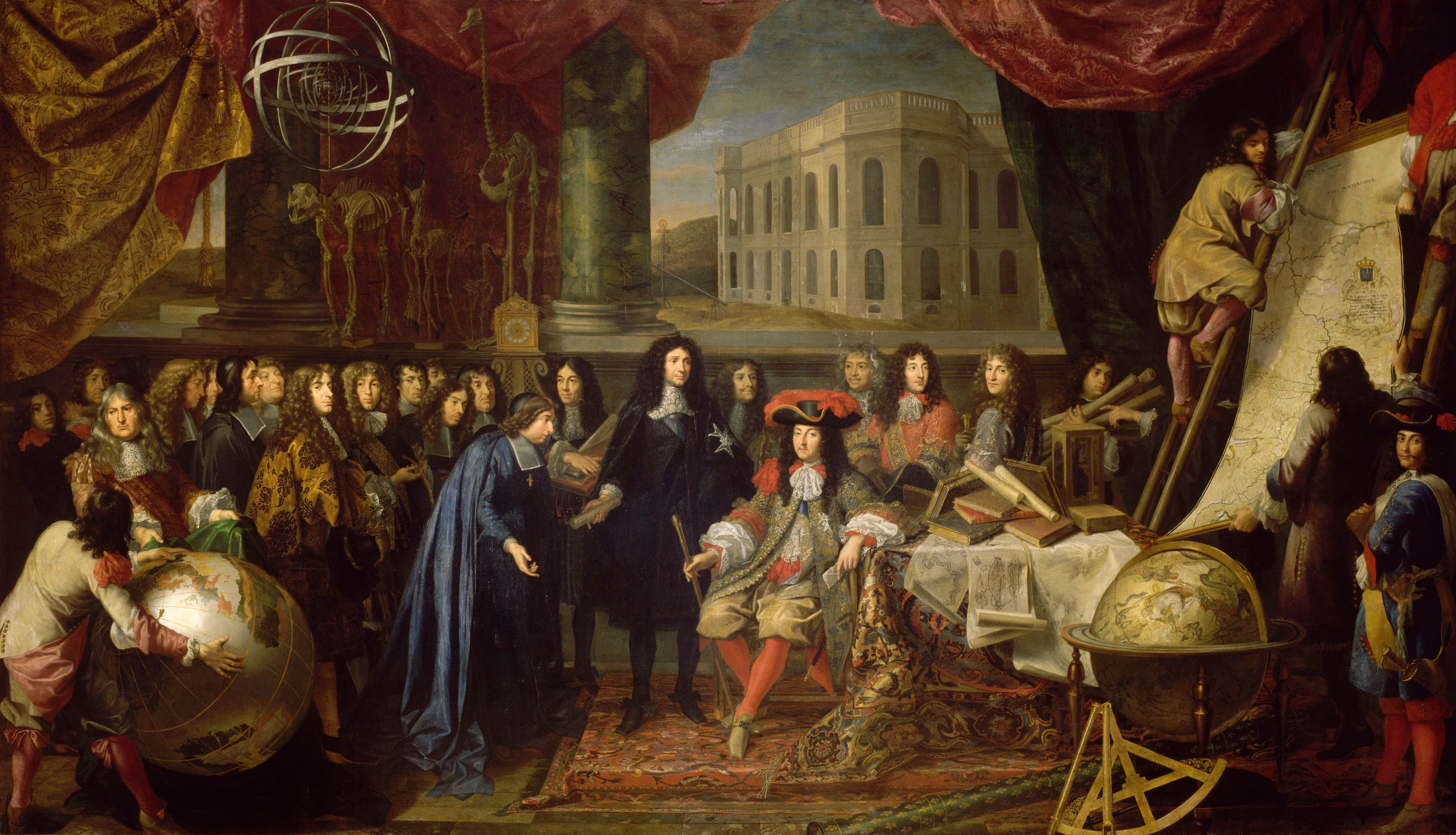
L'Académie des sciences en 1667, recomposition picturale imaginaire avec Bossuet de profil, derrière les scientifiques, coll. Château de Versailles

Ces 10 ans de préceptorat sont les années les plus intenses de toute sa vie. Il ne cesse de vouloir tout consulter, tout découvrir, s'entoure d'un groupe de savants, sur tous les sujets universels, l'histoire, la médecine, l'astronomie etc. Tout le savoir universel est alors intégré par Bossuet, qui en propose au Grand Dauphin des leçons résumées. Le grand tableau de la visite de Louis XIV à l'Académie des Sciences en 1667, peint postérieurement et recomposant la scène, donne une parfaite image du rôle de Bossuet à cette époque : il est au centre des connaissances et du savoir universel. La Science n'est alors qu'une manifestation de la puissance de Dieu, contrairement à la vision postérieure qui voudra faire de la Science et de la croyance en dieu une compétition. À l'époque de Bossuet, cela n'a pas lieu d'être, au contraire : la connaissance et les sciences prouvent encore plus la puissance de dieu capable de tout créer, choses merveilleuses ou monstrueuses, montagnes et désert etc.

### 1680 à 1690: Bossuet, premier aumônier de la dauphine

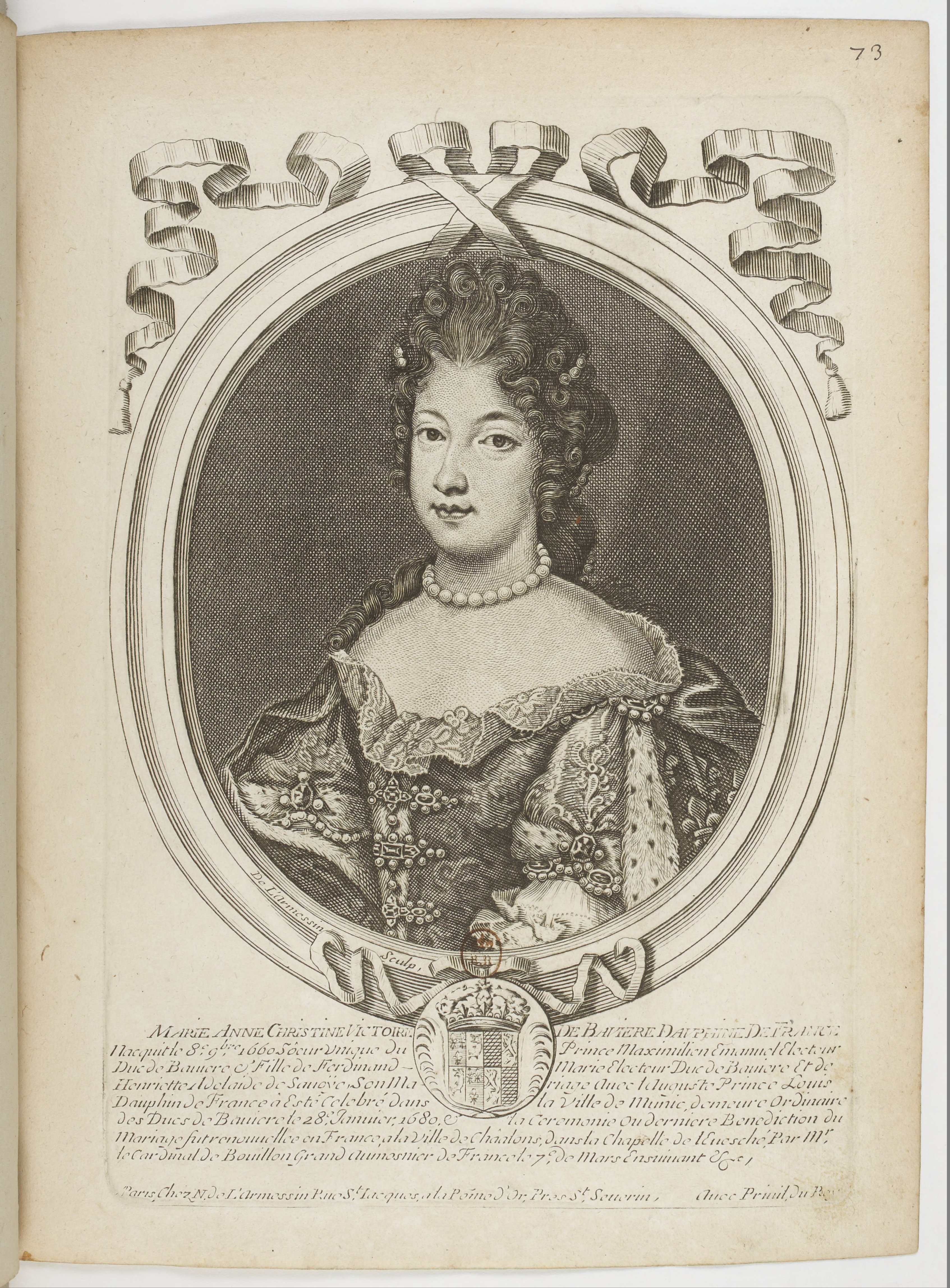
Marie Anne Christine Victoire de Bavière, dauphine de France, estampe par Nicolas de Larmessin

Bossuet, à la fin de son préceptorat, est nommé premier aumônier de la Dauphine, Marie-Anne de Bavière (1660-1690), poste honorifique pour pouvoir continuer à suivre la vie de la Cour. Il conservera cette fonction prestigieuse jusqu'au décès de la princesse, en 1690. Il est le premier aumônier de celle qui doit être la future reine de France. Mais la princesse, qui est malade continuellement, a un tempérament effacé ; elle s'enferme avec sa dame de compagnie, Mme Bessola. Bossuet doit l'entretenir des souffrances terrestres et autres sujets pieux.
Consciente d'un physique ingrat, la princesse déteste poser devant des peintres dont le pinceau la flatte. Voltaire affirme : « ses maux empiraient par le chagrin d’être laide dans une cour où la beauté était nécessaire. »
Toutefois, il semble que son retrait de la vie publique s'explique surtout par une mauvaise santé. Le duc de Saint-Simon observe qu’elle « était toujours mourante » et que « sa courte vie ne fut qu’une maladie continuelle ». 

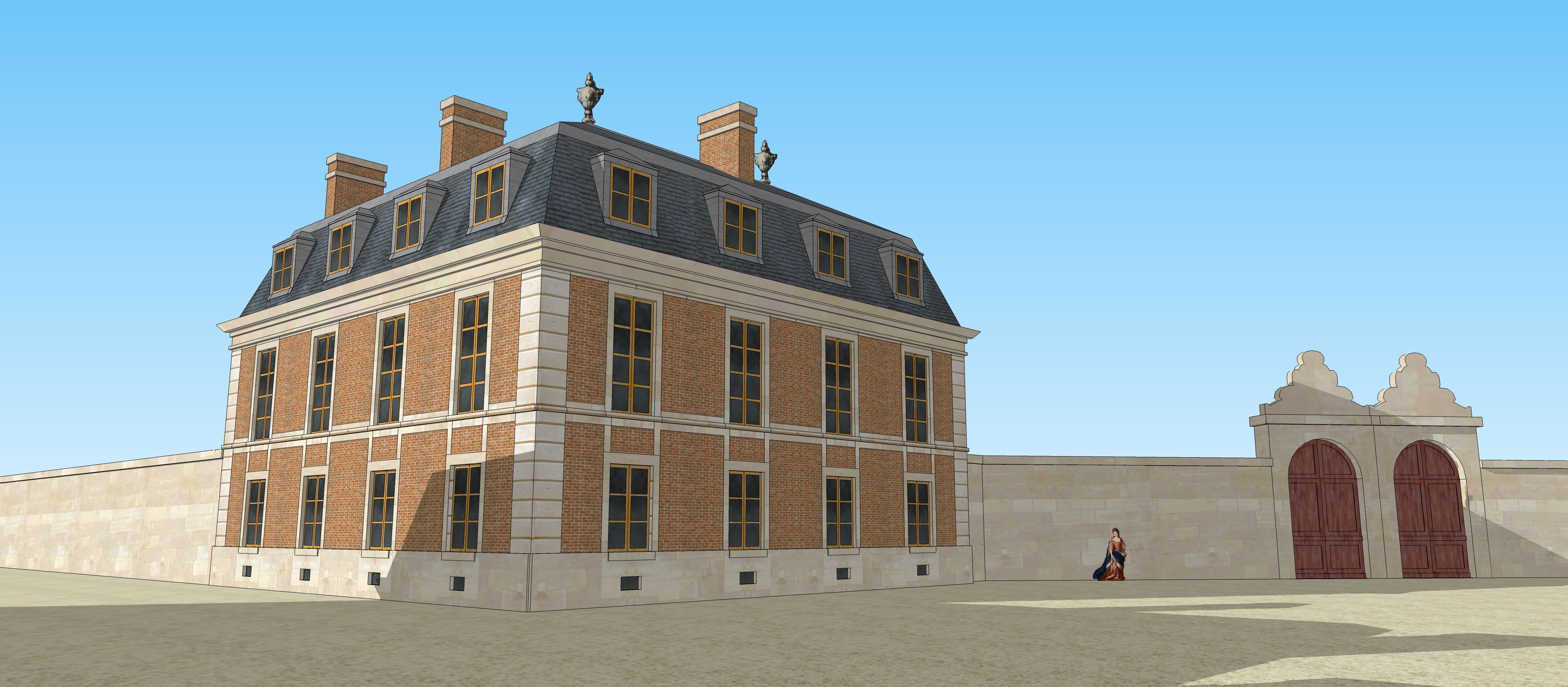
Schéma de la maison de Bossuet à Versailles, place Dauphine, actuelle place Hoche (détruit)

Bossuet possède à Versailles un hôtel particulier situé Place Dauphine (actuelle place Hoche). En effet, un plan gravé de la ville de Versailles vers 1690 mentionne l'une des maisons d'angle de la place avec l'indication : "M. L'évêque de Meaux", ce qui ne laisse aucun doute sur le lieu concerné. Ce bâtiment d'angle, alors similaire à tous ceux créés autour de la place, en brique et pierre, avec une toiture d'ardoise, a été détruit, remplacé par un immeuble du XIX siècle, à l'angle de l'actuelle place Hoche et de la rue Hoche. Tous les hôtels particuliers de Versailles au XVIIe suivaient un code architectural identique, pour créer un effet de ville nouvelle parfaitement organisée et rationalisée, à l'opposé des petits maisons médiévales du centre de Paris. Il faut noter que l'hôtel de Bossuet était tout proche de l'hôtel de Montausier, gouverneur du Dauphin. Leurs échanges étaient quotidiens pour veiller à l'éducation du prince, tant au château qu'à la ville, Montausier et Bossuet étant de grands amis.

### 1681: Bossuet, évêque de Meaux

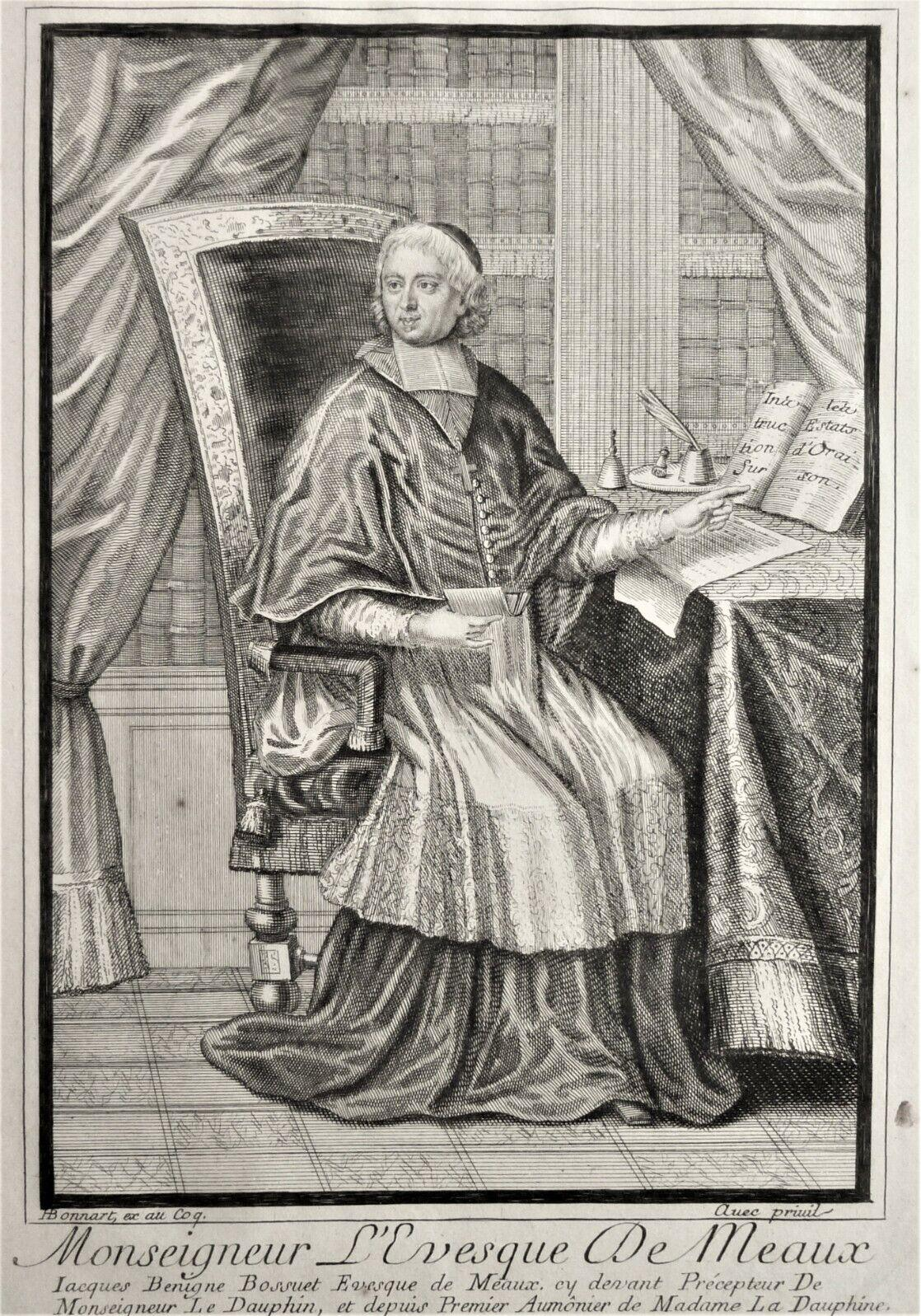
Gravure de Bossuet assis dans sa bibliothèque, vers 1690, par Bonnart.

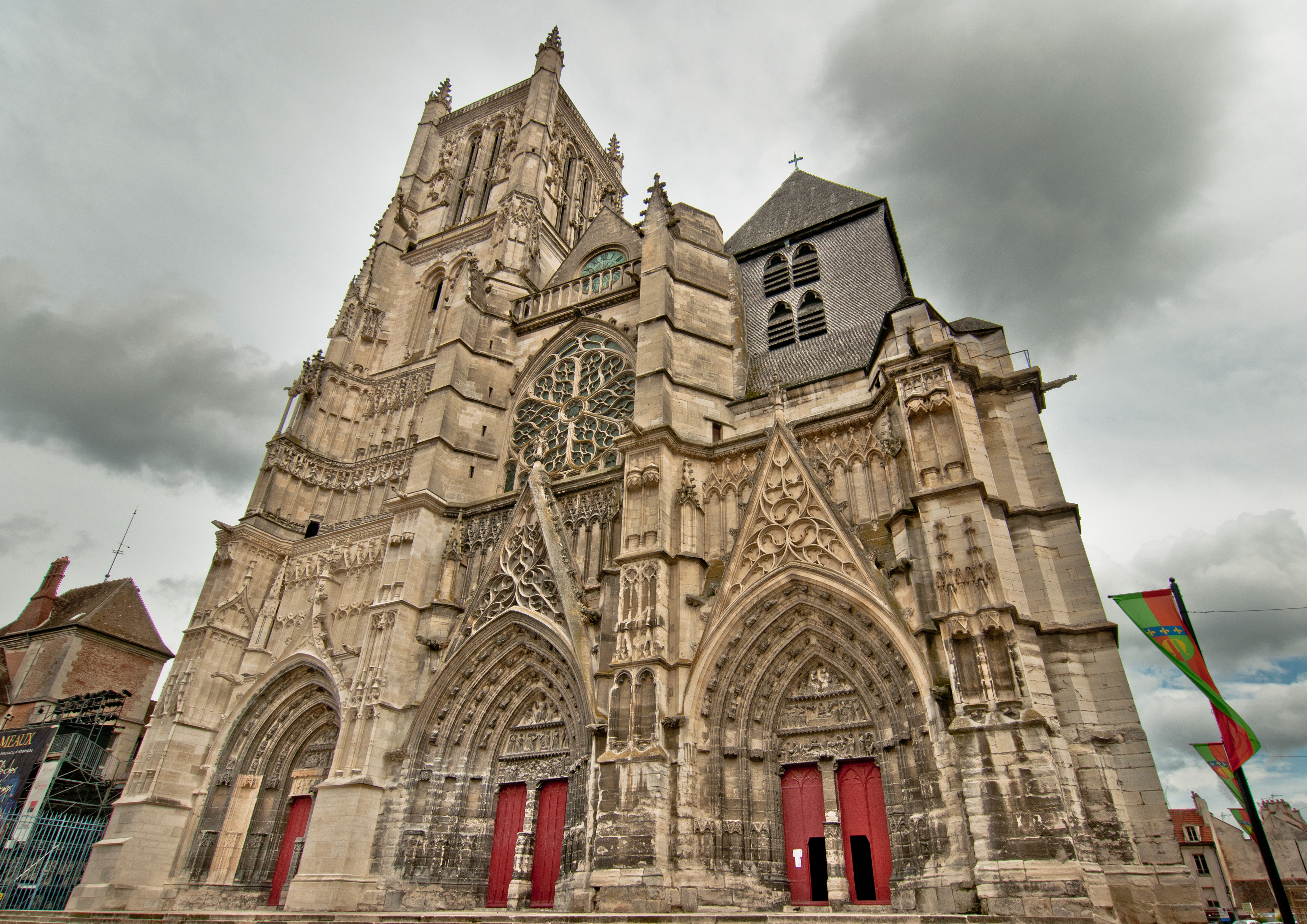
Cathédrale de Meaux du côté de l'entrée

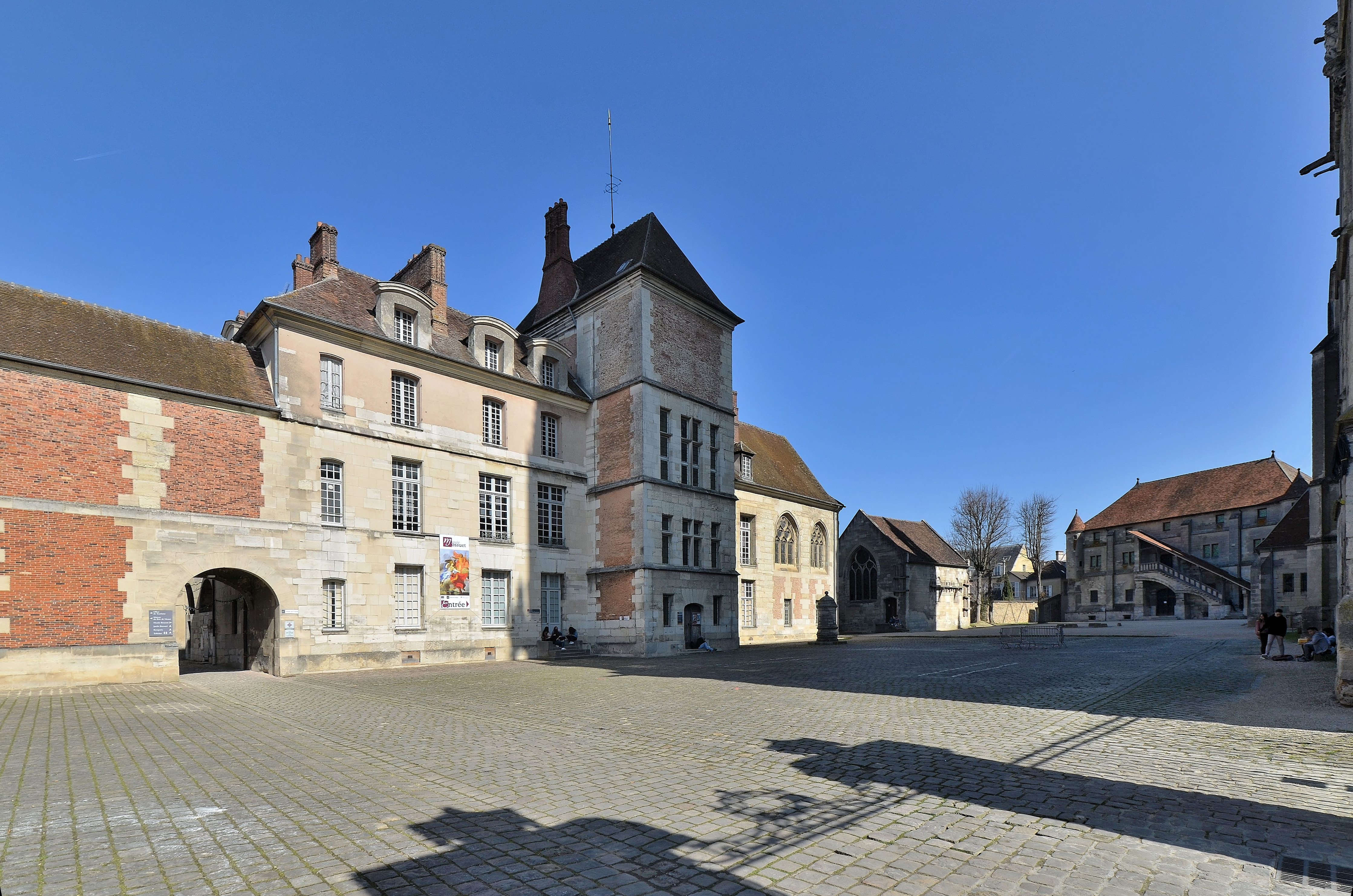
Cour d'entrée du palais épiscopal de Bossuet à Meaux.

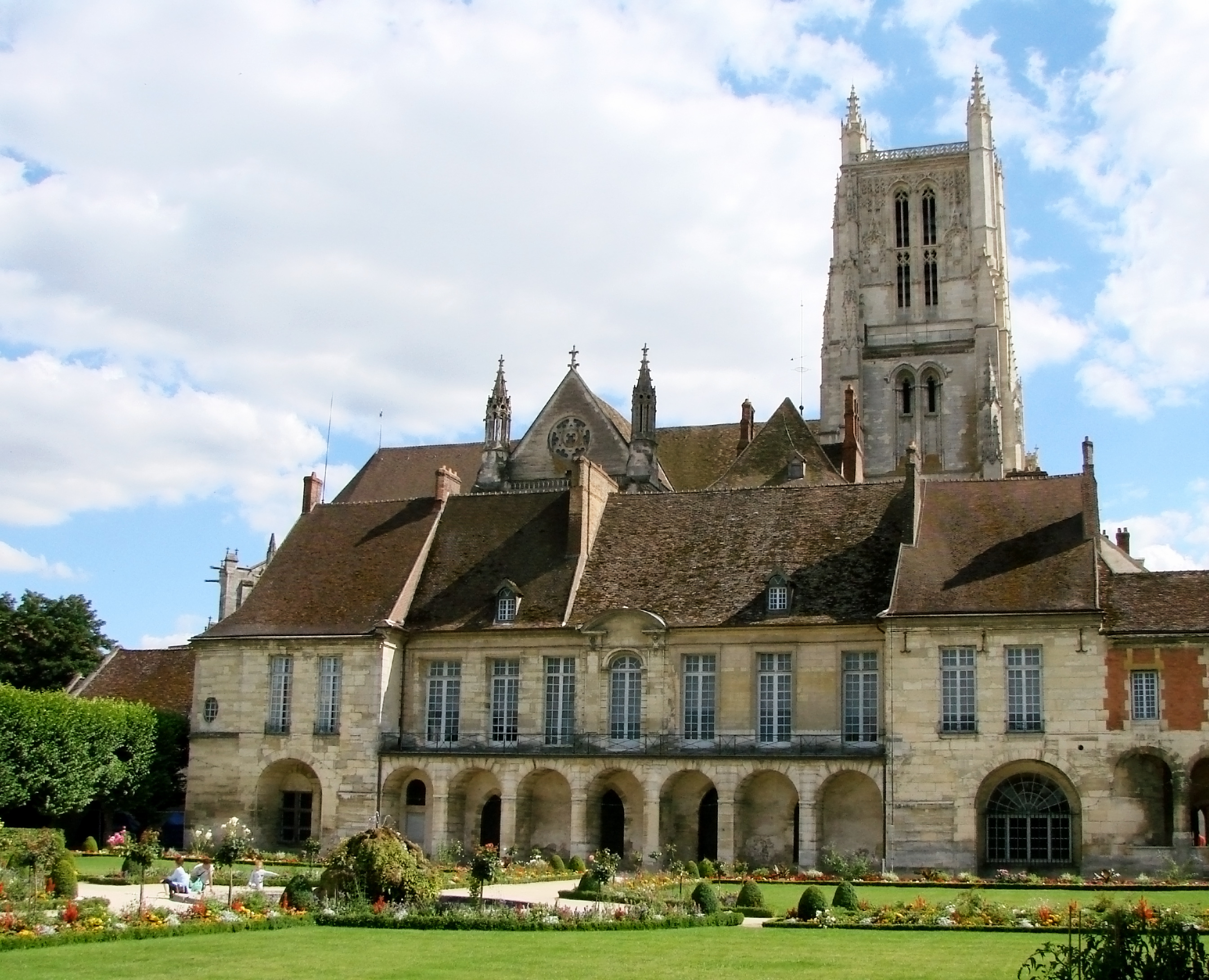
Palais épiscopal de Meaux, côté jardin, où résidait Bossuet

En 1681, lorsque l'éducation du dauphin est achevée, Bossuet est nommé le 2 mai 1681 évêque de Meaux (d'où la périphrase « l'Aigle de Meaux », souvent utilisée pour le désigner), et se livre dès lors aux soins de l'épiscopat. Il fait son entrée à Meaux le 7 mai, pour prendre possession de son siège. A Meaux, Bossuet fait de fréquentes prédications, rédige le célèbre Catéchisme de Meaux (1687) et compose pour des religieuses de son diocèse les Méditations sur l'Évangile et les Élévations sur les Mystères.
À cette activité épiscopale, il joint une œuvre de théologien et ne dédaigne pas les controverses avec les protestants. Il publie notamment l'Histoire des variations des Églises protestantes (1688). Le ministre protestant Pierre Jurieu ayant répondu à cet ouvrage, Bossuet publie les Avertissements aux protestants sur les lettres du ministre Jurieu contre l'Histoire des variations (1689–1691). Dans le cinquième de ces Avertissements (1690), il nie la thèse du contrat explicite ou implicite entre le prince et ses sujets, que soutient Jurieu, et formule la phrase célèbre : « De condamner cet état [= l'esclavage], ce serait non seulement condamner le droit des gens, où la servitude est admise, comme il paraît par toutes les lois ; mais ce serait condamner le Saint-Esprit, qui ordonne aux esclaves, par la bouche de saint Paul (1Co  7,24, Ep 6,5), de demeurer en leur état, et n'oblige point leurs maîtres à les affranchir », phrase que Flaubert fera figurer dans son Sottisier.
Selon le narrateur des Travailleurs de la mer de Victor Hugo (Partie I, Livre I, Chapitre 8), il est l'auteur de graves persécutions : « Quelques pauvres diocésains de cet aigle, persécutés par lui lors de la révocation de l'édit de Nantes, et abrités à Guernesey, avaient accroché ce cadre à ce mur pour y porter témoignage. On y lisait, si l'on parvenait à y déchiffrer une écriture lourde et encore jaunie, les faits peu connus que voici : — « Le 29 octobre 1685, démolition des temples de Morcef et de Nanteuil, demandée au Roy par M. l'évêque de Meaux ». — « Le 2 avril 1686, arrestation de Cochard père et fils pour religion, à la prière de M. l'évêque de Meaux. Relâchés ; les Cochard ayant abjuré ». — « Le 28 octobre 1699, M. l'évêque de Meaux envoie à M. de Pontchartrain un mémoire remontrant qu'il serait nécessaire de mettre les demoiselles de Chalandes et de Neuville, qui sont de la religion réformée, dans la maison des Nouvelles-Catholiques de Paris ». — « Le 7 juillet 1703, est exécuté l'ordre demandé au Roy par M. l'évêque de Meaux de faire enfermer à l'hôpital le nommé Baudoin et sa femme, mauvais catholiques de Fublaines ».
Au palais épiscopal, actuel musée Bossuet, l'évêque possédait une belle bibliothèque d'environ 2 090 volumes. Il en avait environ 1.500 dans sa bibliothèque parisienne.

### Bossuet à Germigny, maison de plaisance des évêques de Meaux

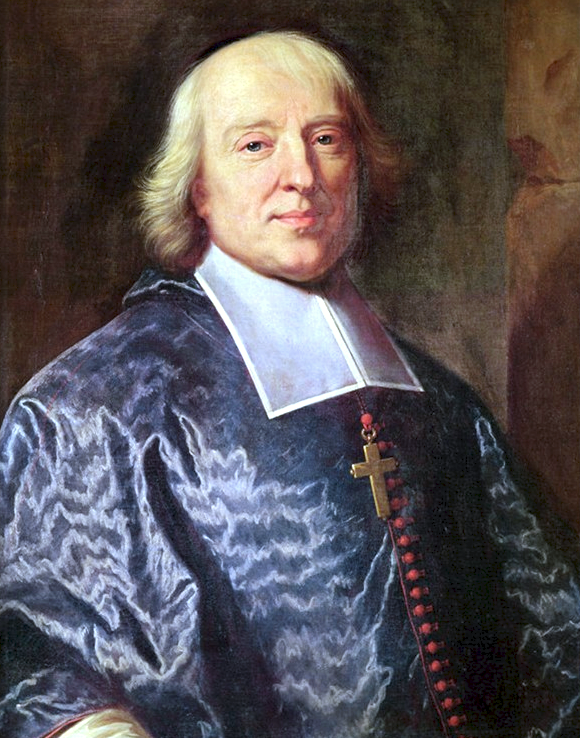
Portrait de Bossuet par Hyacinthe Rigaud, 1698, musées des Offices, Florence (Italie)

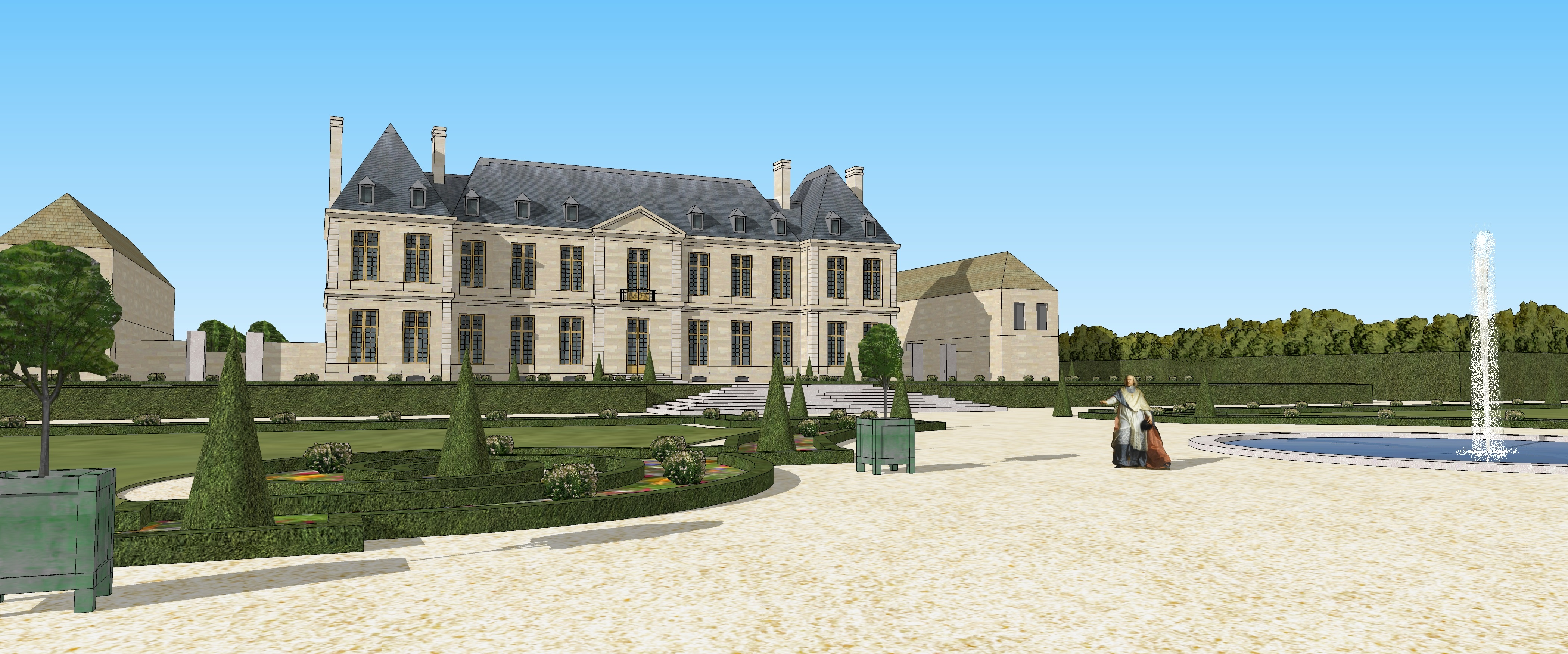
Restitution du palais épiscopal de Germigny-l'Évêque, vers 1700.

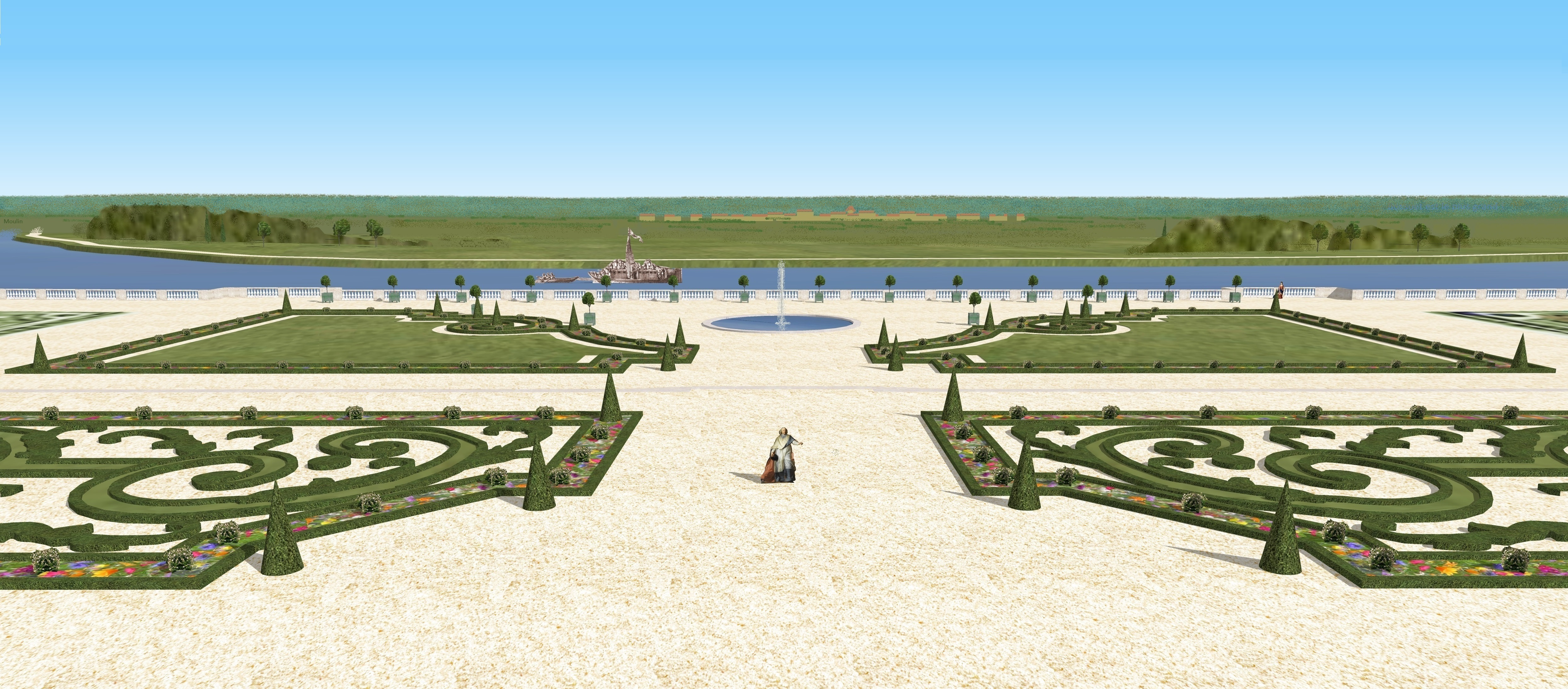
Vue restituée depuis le premier étage du château de Germigny-l'Évêque, vers 1700, maison de plaisance de Bossuet, près de Meaux.

Près de Meaux se trouvait la maison de plaisance des évêques de Meaux, à Germigny-l'évêque. Le château où vivait Bossuet à la belle saison a aujourd'hui disparu, ainsi que ses jardins réguliers. La propriété n'était pas immense mais assez confortable et agréable, grâce à la présence du fleuve et de parterres de fleurs, ainsi que quelques fontaines. Bossuet, comme tous ses contemporains, appréciait ce cadre champêtre, se délassant, à la campagne, des rigueurs de la vie de Cour. La distribution intérieure avec la fonction des différentes pièces est connue grâce à l'inventaire après décès de Bossuet, daté de 1704, et l'on peut déduire que le bâtiment principal devait assez ressembler au château d'Auvers-sur-Oise.
Il fut le parrain de sa nièce, baptisée à Germigny, le 20 octobre 1702. De ses différents demeures, c’est Germigny que Bossuet préférait et de nombreuses lettres et ordonnances sont datées de ce village. Dans le parc du château, il fit installer de magnifiques jets d’eau qu’admiraient ses nombreux visiteurs : Fénelon, les Princes de la maison de France (Condé, Bourbon, Conti, Toulouse, Maine), et même Madame de Montespan, ainsi que sa sœur l’abbesse de Fontevrault.
Bossuet disait que Germigny était pour lui « le paradis terrestre de la Brie ».
L'appartement de Bossuet était situé au rez-de-chaussée et donnait sur les parterres. On y accédait depuis un vestibule qui donnait sur un grand salon, par lequel on accédait à la chambre de Bossuet, située dans l'angle du pavillon. À l'étage prenait place l'appartement symbolique dit du Roy, ainsi qu'un salon du billard au centre du bâtiment. Vers 1700 c'était en effet le jeu le plus à la mode et toute personnalité avait un jeu de billard chez soi. L'inventaire de Germigny ne cite pas de "bibliothèque" au sein du château, mais les livres devaient être partout, dans des armoires et des buffets. Il est vrai que Bossuet possédait déjà sa bibliothèque à Paris (rue Sainte-Anne), et celle de Meaux, au palais épiscopal.
Le neveu de Bossuet logeait avec son oncle dans le château, dans l'une des chambres situées de l'autre côté du vestibule. L'inventaire cite dans le château une "chambre rouge", ainsi qu'une "chambre jaune", mais on trouvait également dans les communs une "chambre à l'indienne", ainsi qu'une "chambre verte".

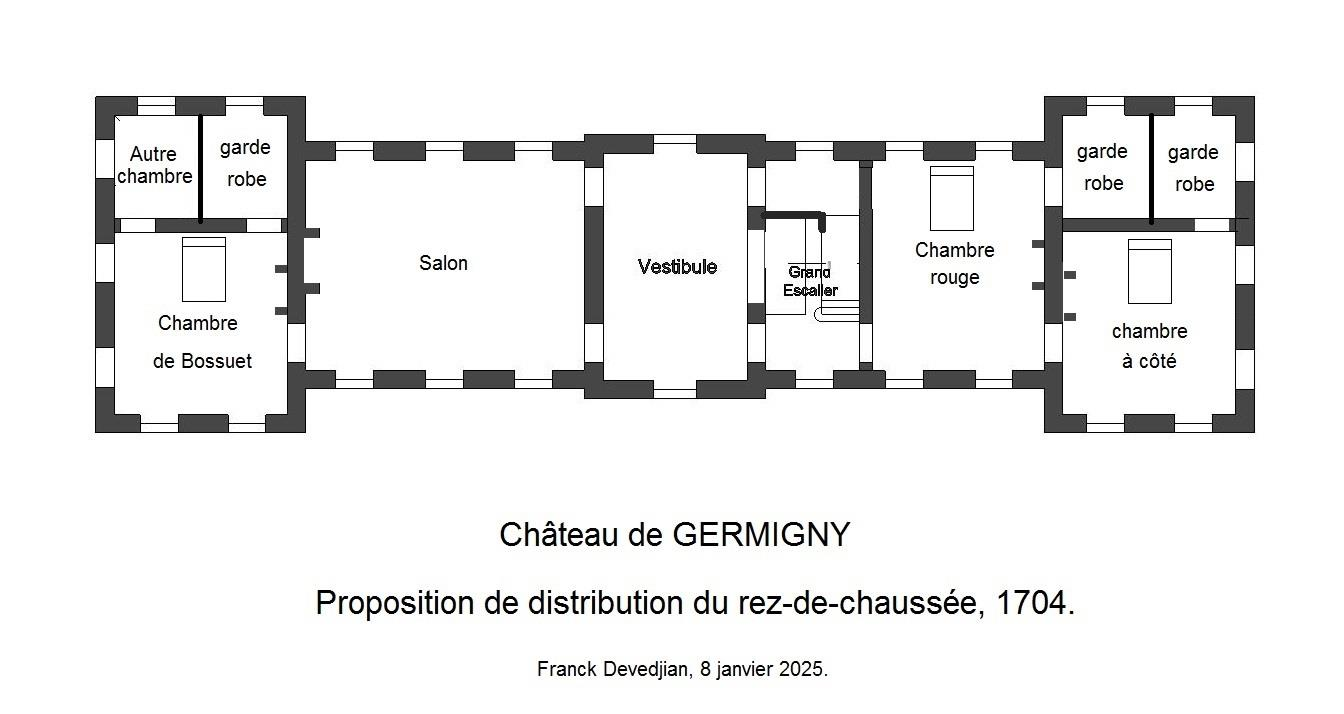
Distribution du rez-de-chaussée du château de Germigny, à la mort de Bossuet, 1704.
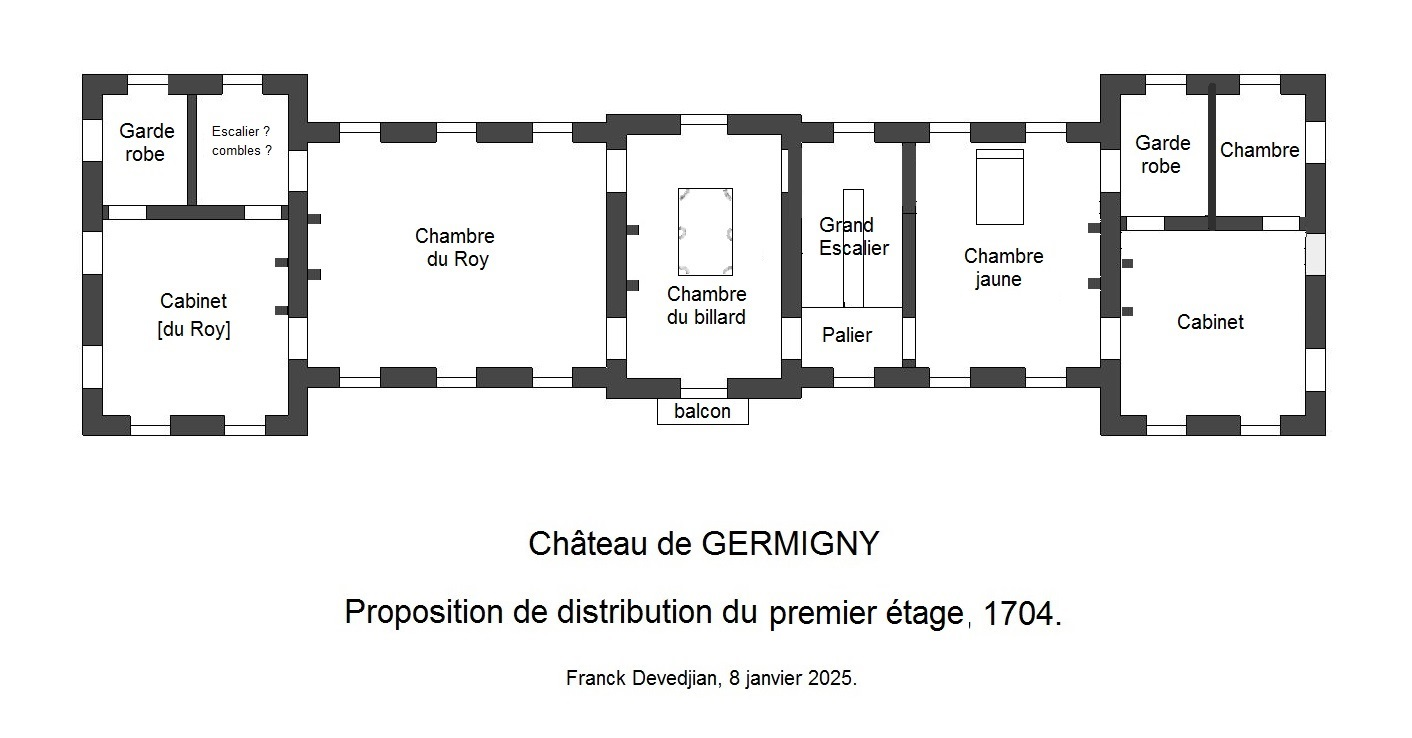
Distribution du premier étage du château de Germigny, à la mort de Bossuet, 1704.

### 1697: Bossuet, nommé Conseiller d'État, et la querelle du quiétisme

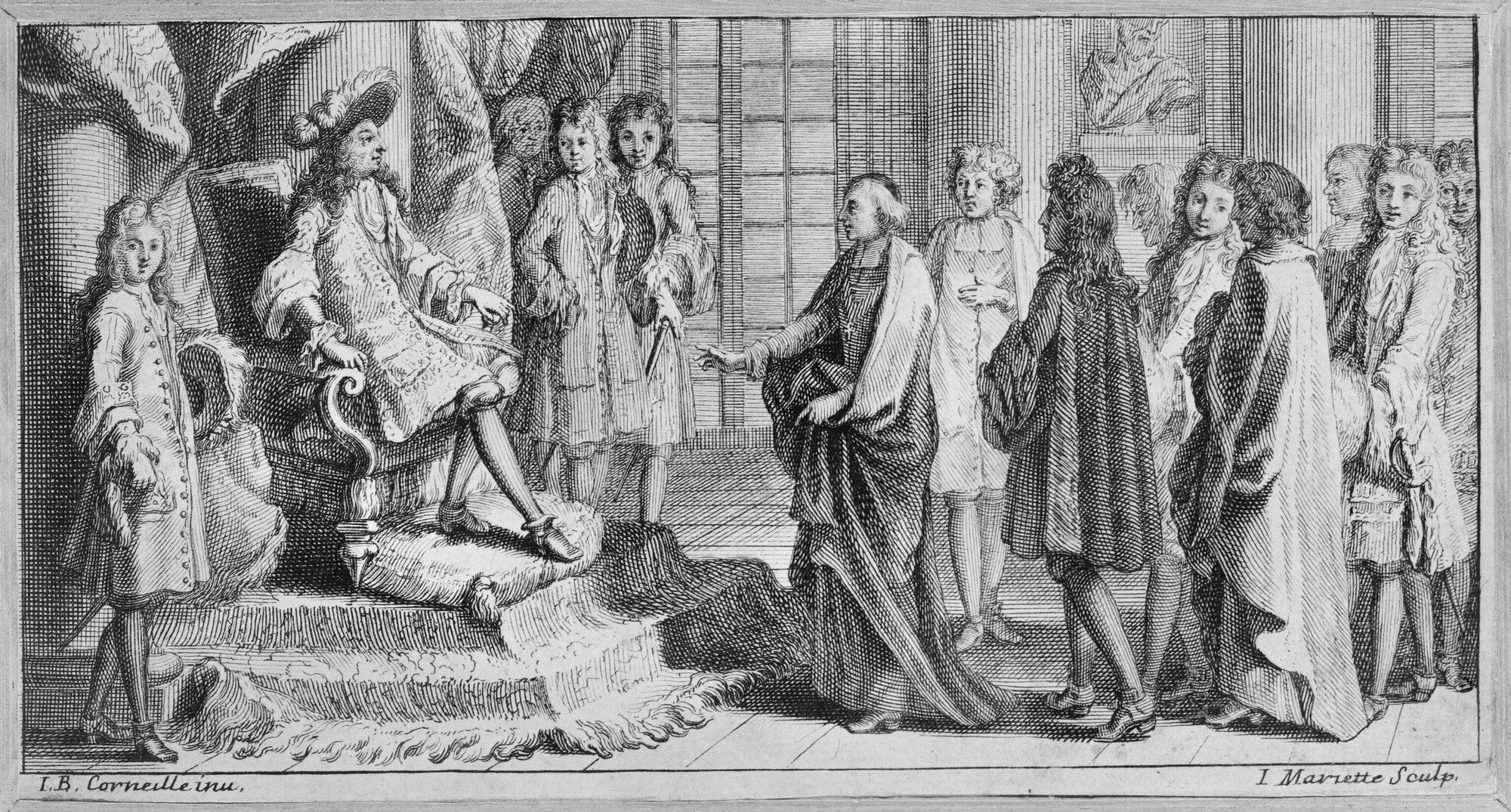
Bossuet et les membres de l'Académie française remettant le dictionnaire à Louis XIV, en 1694.

En 1697, Bossuet est nommé Conseiller d'État.
La même année 1697, Bossuet lit avec stupeur les Maximes des saints de Fénelon, son ami de toujours. Ce livre est une déclaration de guerre ; sous couvert de prendre ses distances avec la doctrine du pur amour, Fénelon défend en réalité la pratique du quiétisme… Au-delà des querelles purement théologiques qui paraissent aujourd’hui dérisoires, il faut comprendre que le quiétisme entraîne une forme de séparation avec l’Église traditionnelle. Or, toute la philosophie de Bossuet vise à condamner les mouvements qui cherchent à faire sécession.

### 1698 à 1704: Bossuet, premier aumônier de la Dauphine, duchesse de Bourgogne

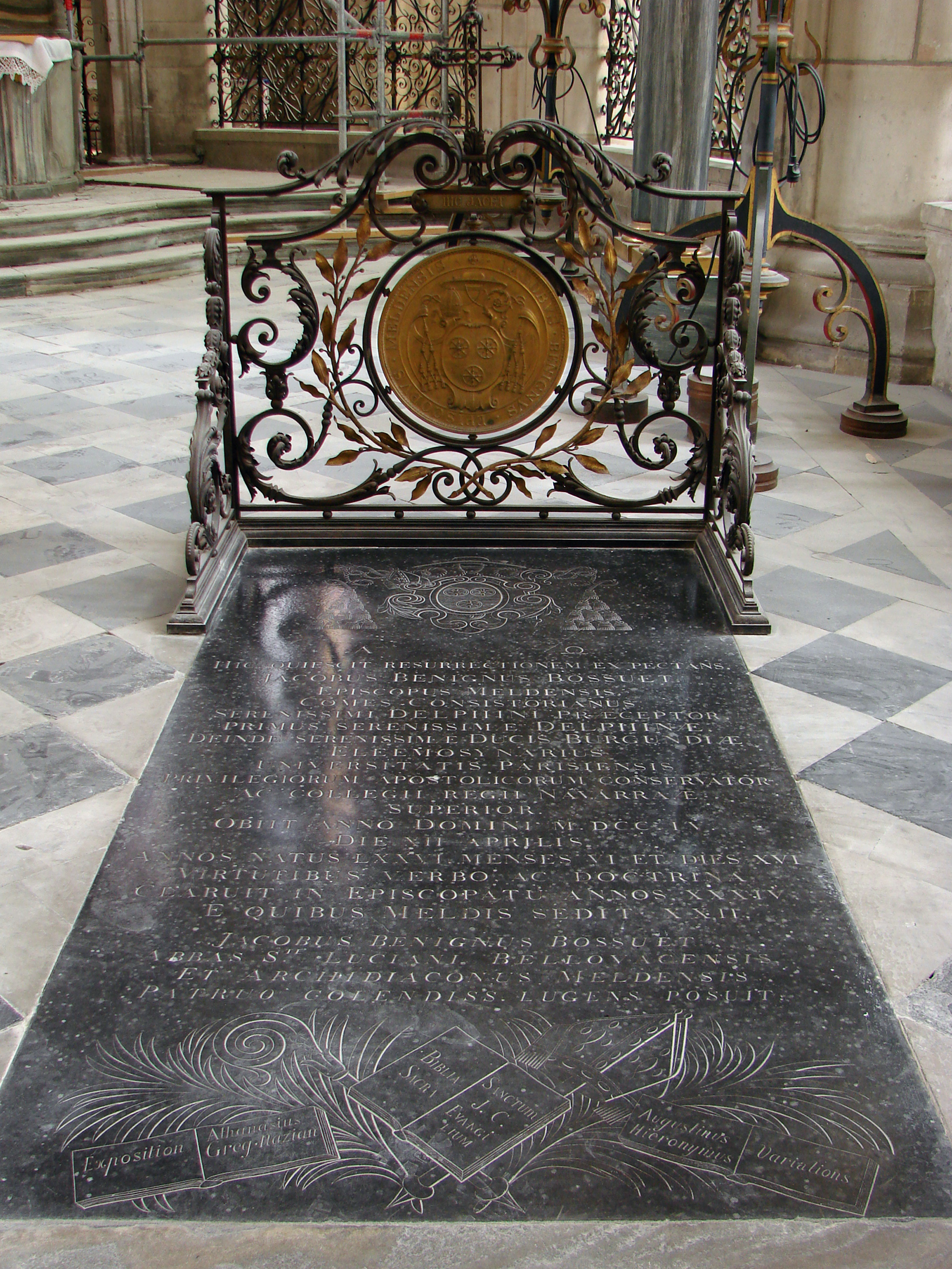
Tombe de Bossuet, cathédrale de Meaux

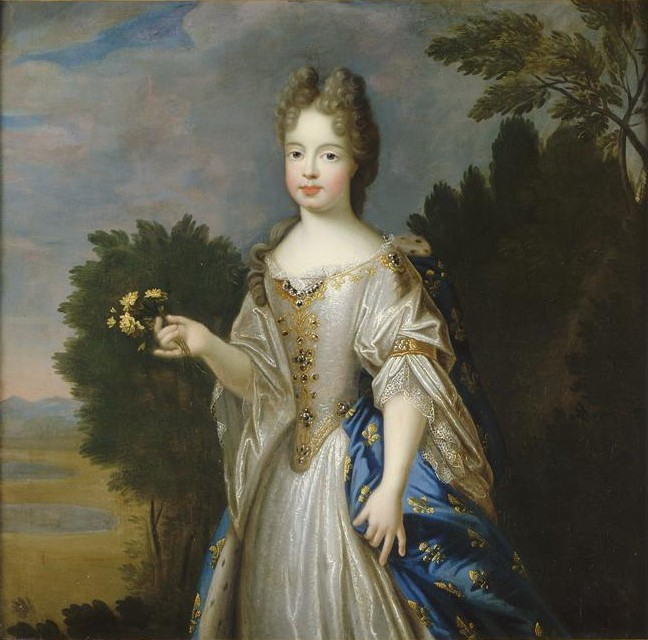
Marie-Adélaïde de Savoie à 15 ans par Pierre Gobert

En 1698, Bossuet est nommé premier aumônier de la nouvelle Dauphine, la duchesse de Bourgogne. Il l'avait déjà été pour sa belle-mère, l'ancienne Dauphine, épouse du Grand Dauphin. Il pouvait continuer à suivre la vie de Cour. C'était un grand honneur qui lui été fait, puisqu'il entretenait la conscience spirituelle de ce que tout le monde considérait comme la future reine de France. Mais la princesse mourra jeune en 1712, peu avant son époux le duc de Bourgogne. On ne sait pas si au cours de ses années, Bossuet fut invité au château de Meudon, domaine de famille du Grand Dauphin, son ancien élève, et où la duchesse de Bourgogne allait souvent.
Cette même année 1698, Bossuet se fait portraiturer par Hyacinthe Rigaud : il s'agit du célèbre tableau conservé aux Offices à Florence, envoyé au grand duc Cosme III de Médicis.

### 12 avril 1704: mort de Bossuet
En 1702, Bossuet a soixante-quinze ans. Il prononce son dernier sermon dans la cathédrale de Meaux. L’historien Jean Meyer, dans sa biographie subtile de Bossuet, estime à trois mille le nombre total de sermons prononcés, et à neuf cent mille (900.000) le nombre de personnes qui l’ont entendu prêcher au moins une fois.
Au début de l’année 1704 Bossuet trouve encore la force d’écrire une Explication de la prophétie d’Isaïe sur l’enfantement de la Vierge. Il est atteint de calculs et souffre énormément mais refuse de se faire opérer.
Le 12 avril 1704, Bossuet meurt à Paris, après de grandes souffrances qu'il subit avec résignation. Il est enterré dans la cathédrale de Meaux. Son neveu Jacques Bénigne Bossuet (évêque de Troyes) hérite de ses biens.

## Les portraits de Bossuet

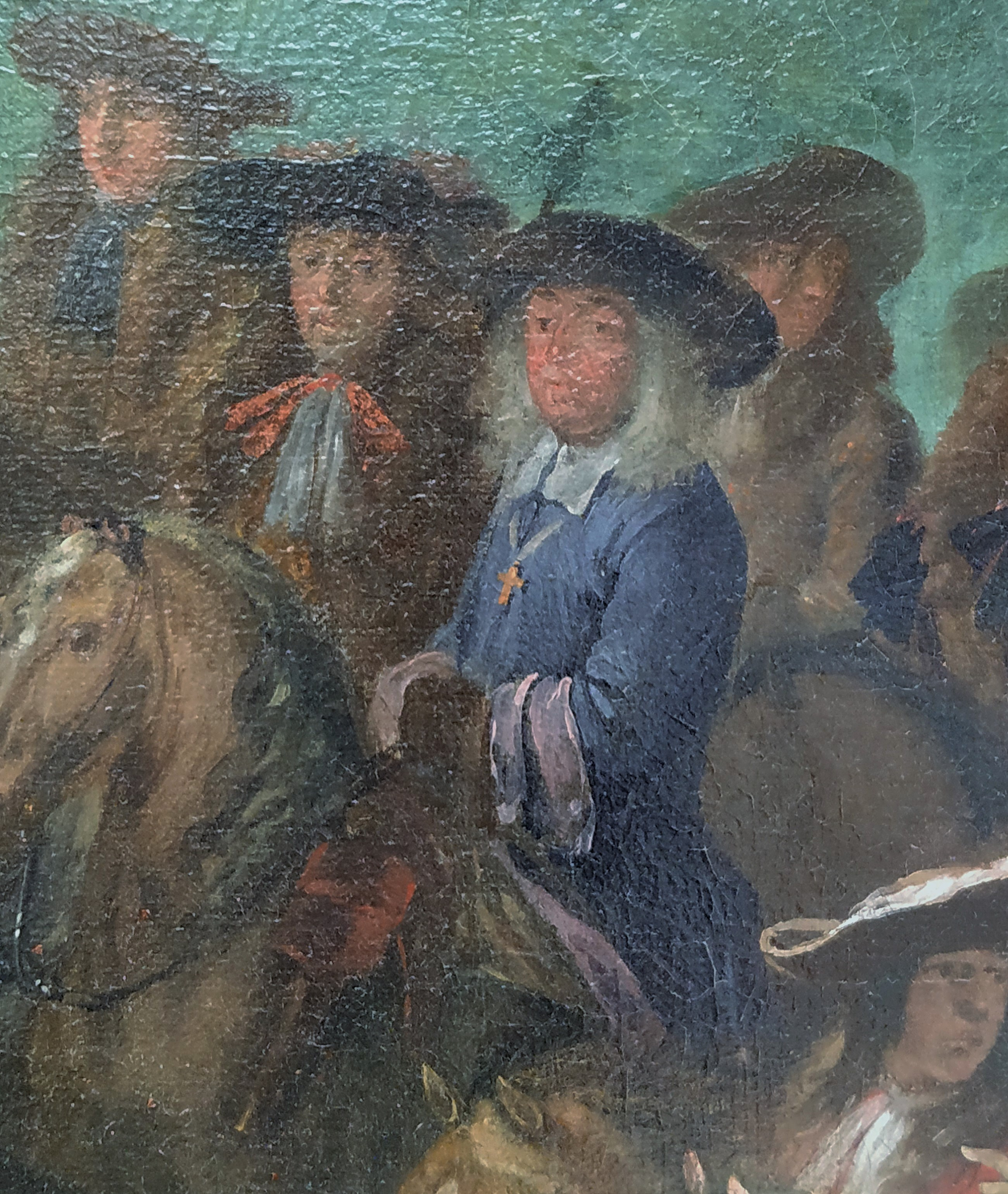
Portrait inédit de Bossuet dans le tableau du camp devant Maastricht, par Van der Meulen, vers 1686-1687, musée du Louvre, inv. 1491.

### Les diverses représentations de Bossuet au XVIIe siècle
De nombreuses représentations du visage de Bossuet nous sont conservées, réalisées de son temps, comme après sa mort avec de nombreuses réinterprétations. Pour connaître ses traits véritables, il faut se concentrer sur les représentations de son vivant, au cours du XVIIe siècle. Le musée de Meaux conserve plusieurs portraits de Bossuet, dans l'ancienne bibliothèque du prélat, au palais épiscopal de Meaux.
Les portraits les plus fidèles connus à ce jour sont les deux tableaux de Hyacinthe Rigaud, peints en 1698 (que le visage) et 1702 (le grand tableau en pied du musée du Louvre), dont le portrait a été peint par l'artiste puis inséré dans le grand format en pied.
On trouve aussi Bossuet dans le tableau de Louis XIV devant Maastricht (musée du Louvre). Bossuet y est représenté à cheval, ce qui constitue une iconographie inédite qui nous montre Bossuet suivre la Cour sur le front militaire du nord. Il est l'un des admoniteurs du tableau, et ses yeux sont grands ouverts, il est calme et sans ambition, paisible, contrairement à la fatuité de tout l'entourage autour. La représentation de Bossuet paraît refléter ses discours : il est hors de son temps, dans un intellect qui dépasse sa génération, et son regard et étonnement sur le monde qui l'entoure est semblable à ce qu'il professe dans ses discours.
Des diverses représentations connues, on peut déduire que Bossuet a plutôt le visage fin dans sa jeunesse. Possédant des cheveux longs noirs et fins dans sa jeunesse, ceux-ci blanchissent vers 1680.
De nombreuses gravures sont aussi intéressantes pour connaître les traits du visage du prédicateur. On retrouve Bossuet notamment dans les Almanachs officiels de la Monarchie, notamment dans ceux de 1671 et de 1696.
Charles Perrault a rédigé un poème au sujet du portrait de Bossuet peint par Rigaud pour Cosme Médicis, le portrait des Offices peint en 1698.

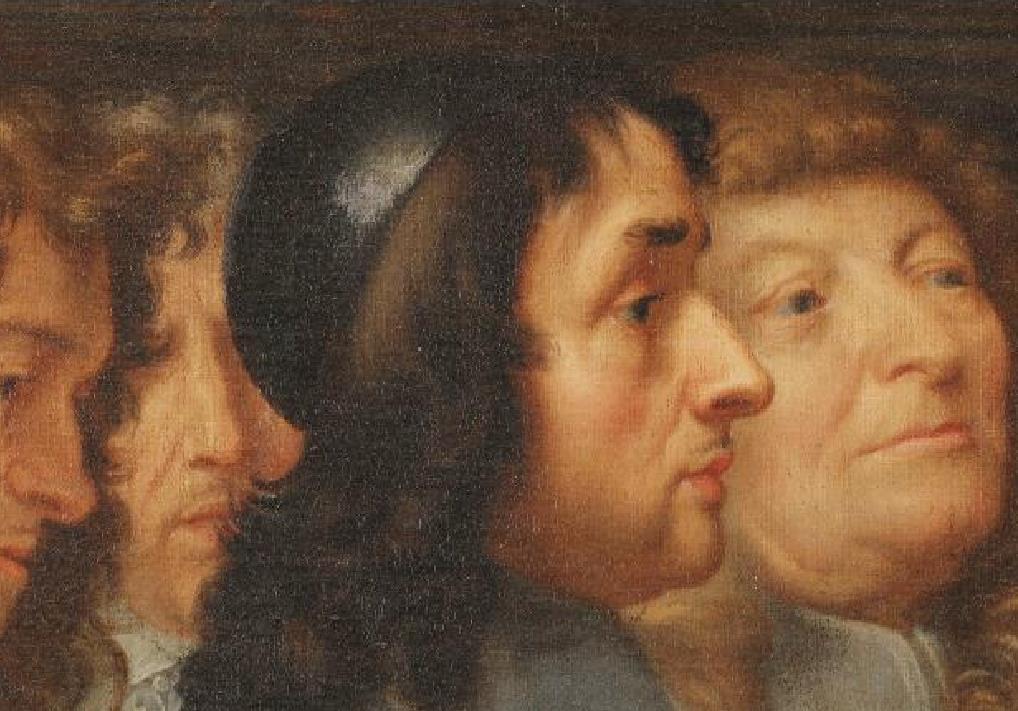
Profil présumé de Bossuet dans le tableau de la visite de Louis XIV à l'Académie des sciences, par Henri Testelin - Musée de Versailles, MV 2074.
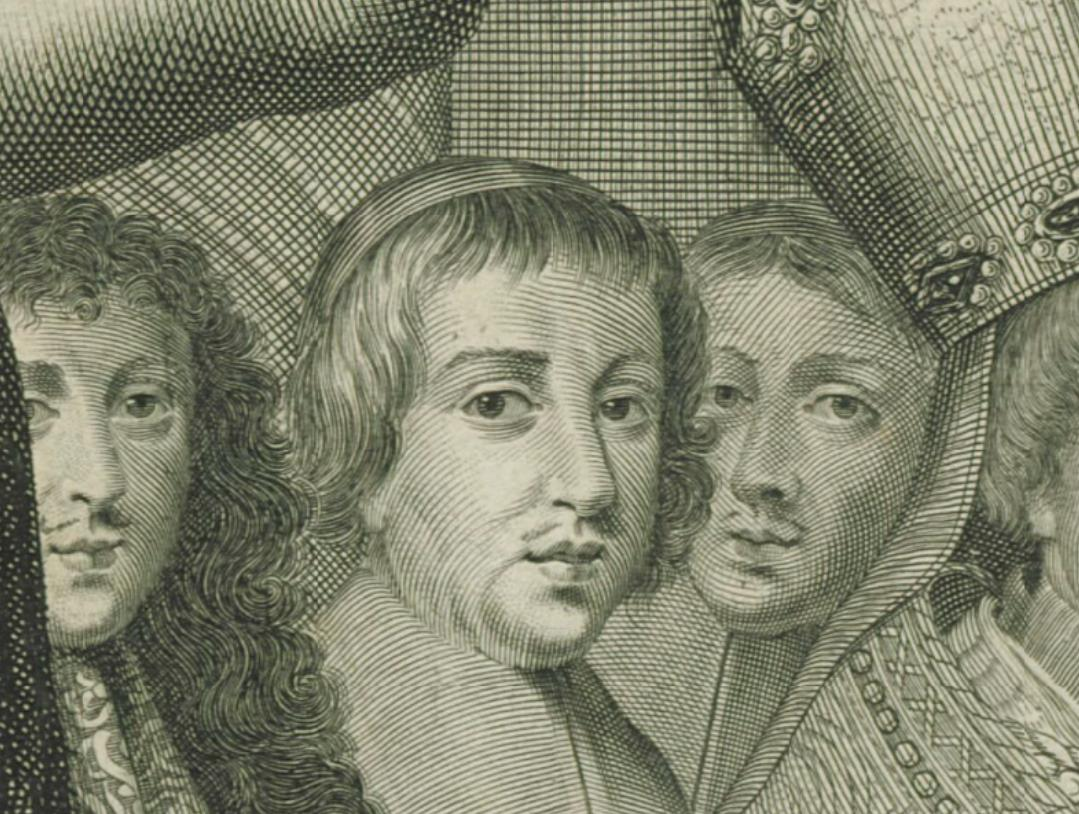
Portrait présumé de Bossuet dans l'Almanach royal officiel de 1671.
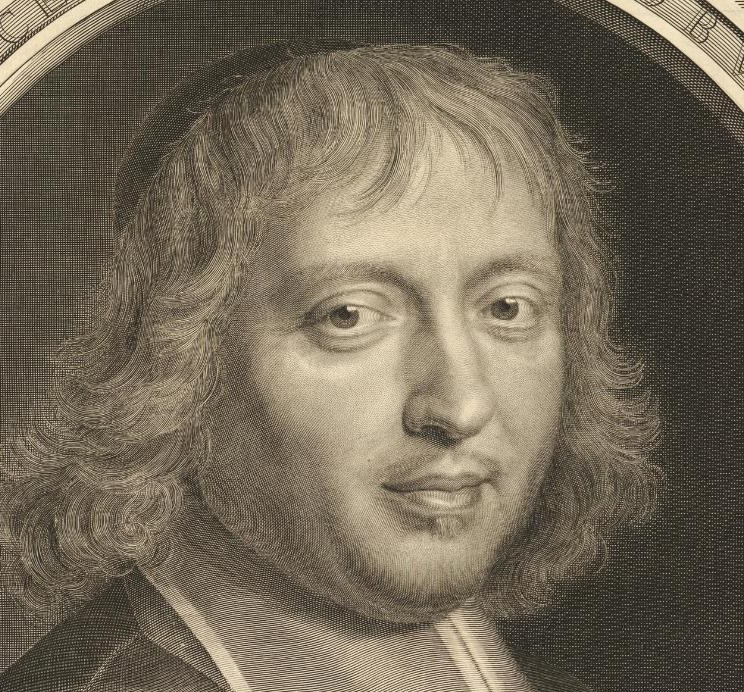
Portrait de Bossuet par Nanteuil, vers 1674.
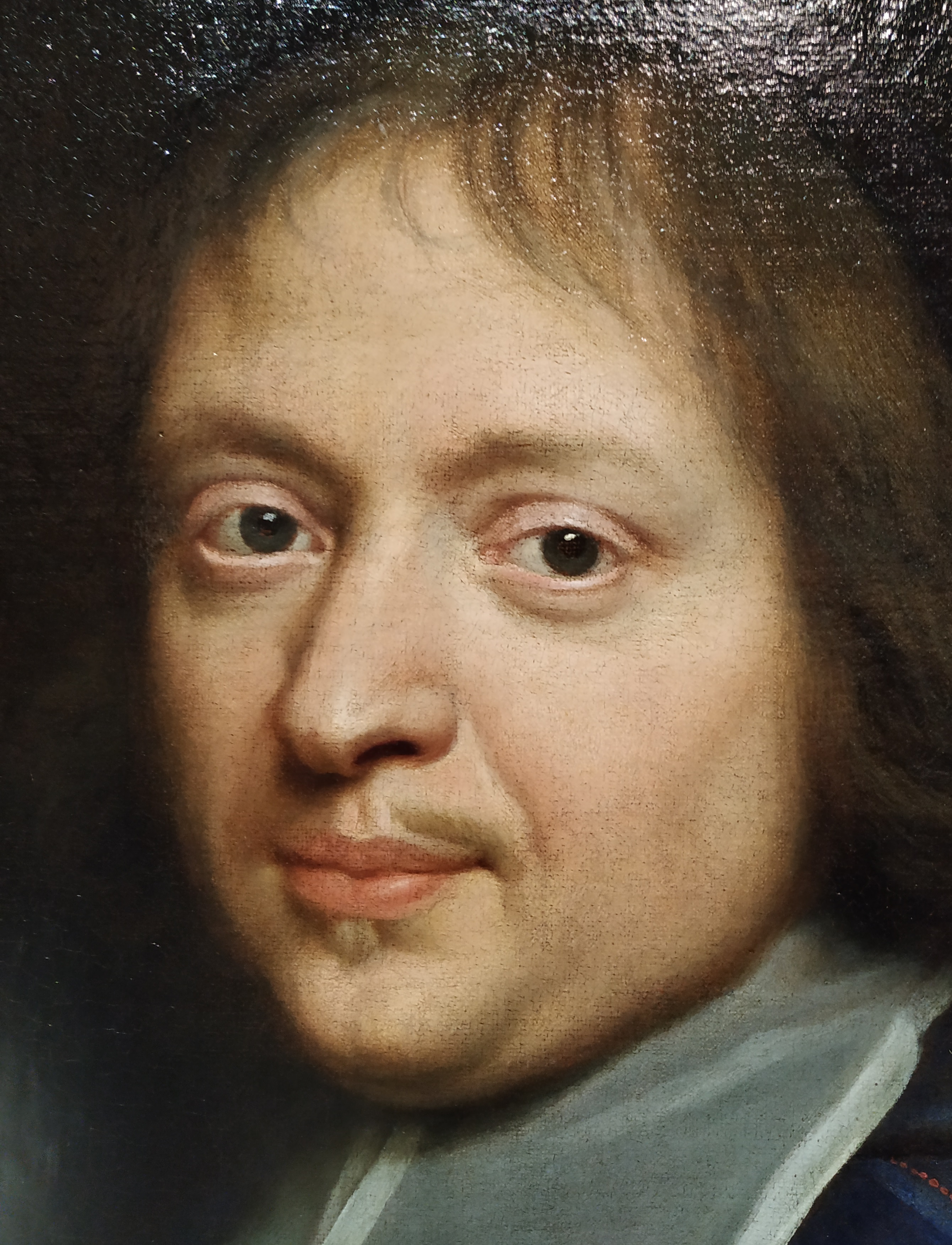
Portrait de Bossuet par Mignard - Musée de Meaux, vers 1675.
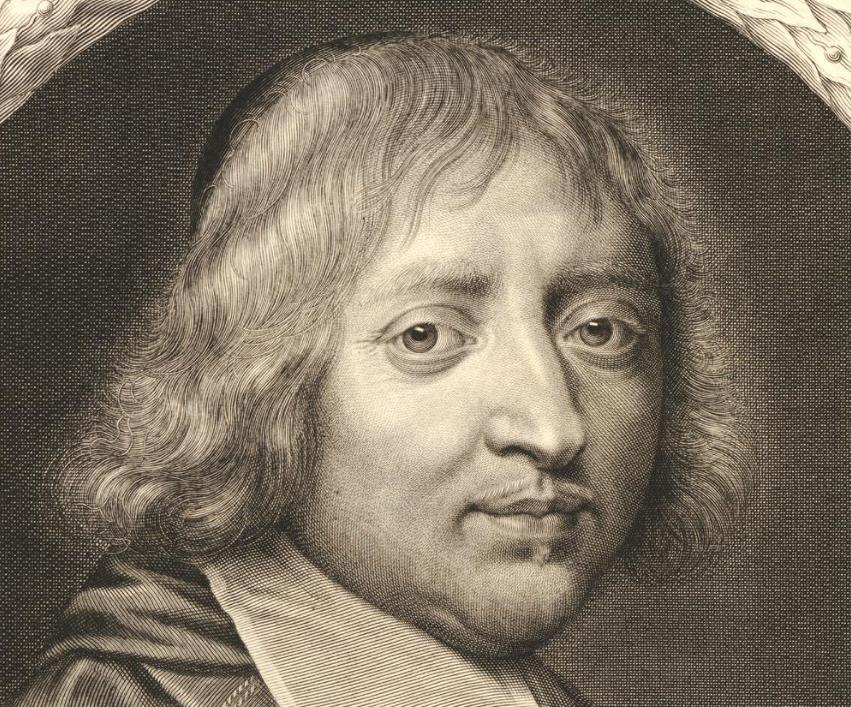
Portrait gravé de Bossuet par François de Poilly vers 1680-1690.
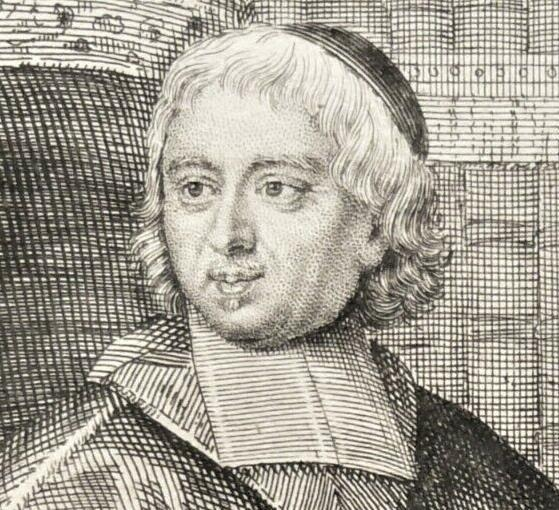
Détail du visage de Bossuet dans la gravure de Bonnart, vers 1690 (?).
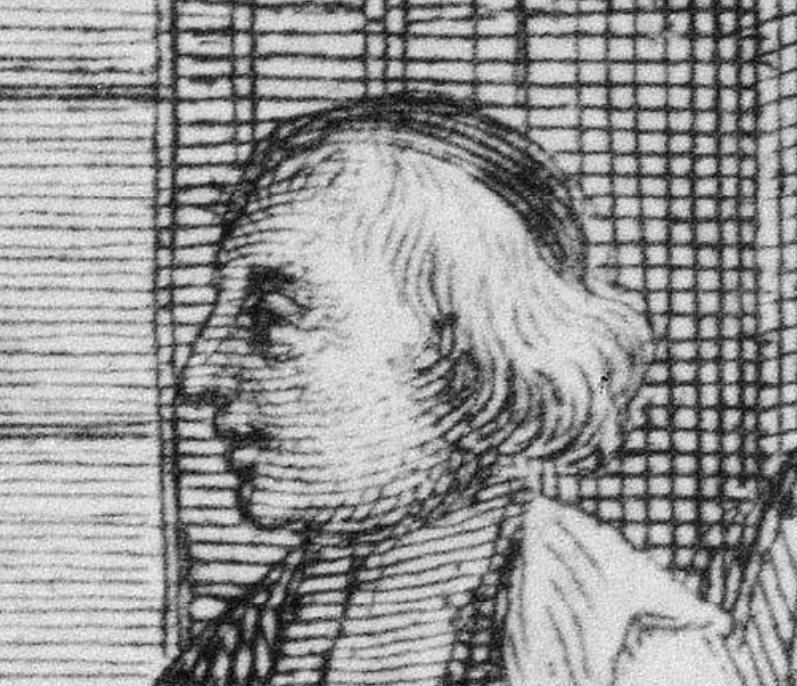
Profil de Bossuet en 1694, le jour de la remise du dictionnaire à Louis XIV
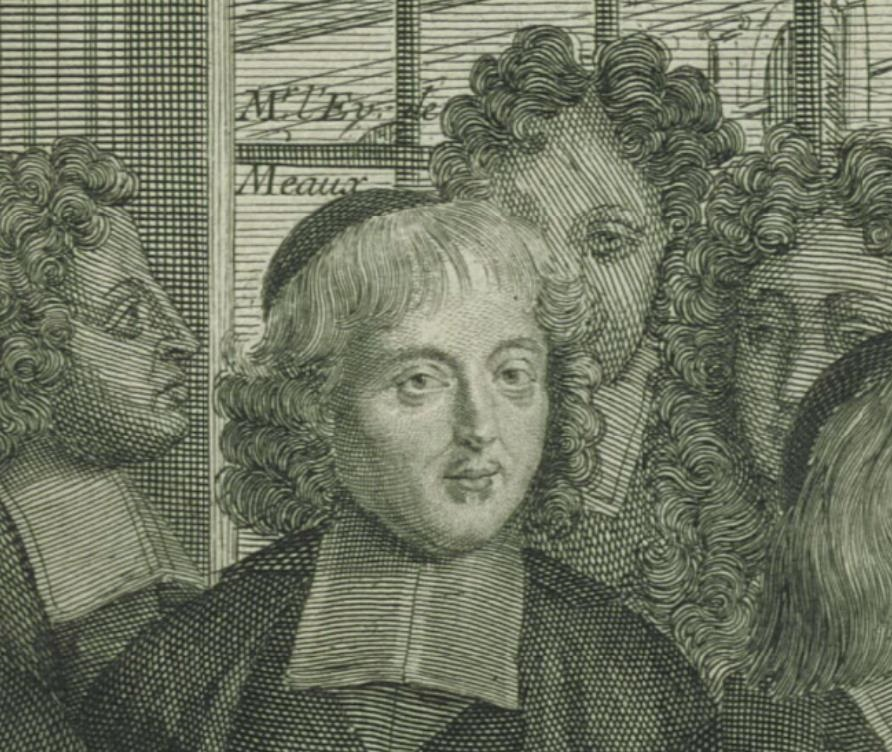
Portrait de Bossuet dans l'Almanach royal officiel de 1696.
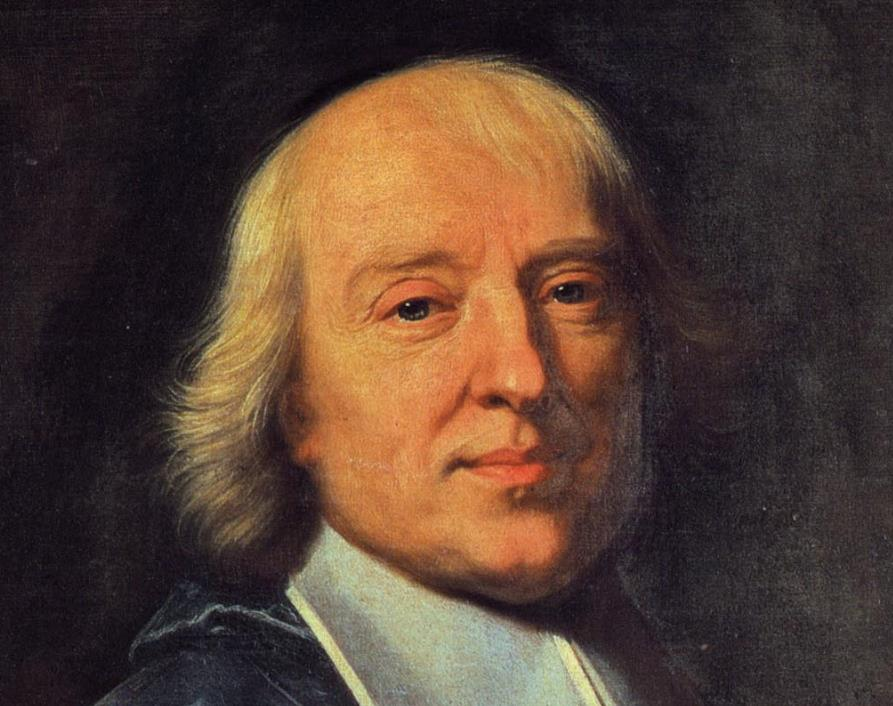
Portrait de Bossuet par Hyacinthe Rigaud, 1698, musée des Offices à Florence (Italie).
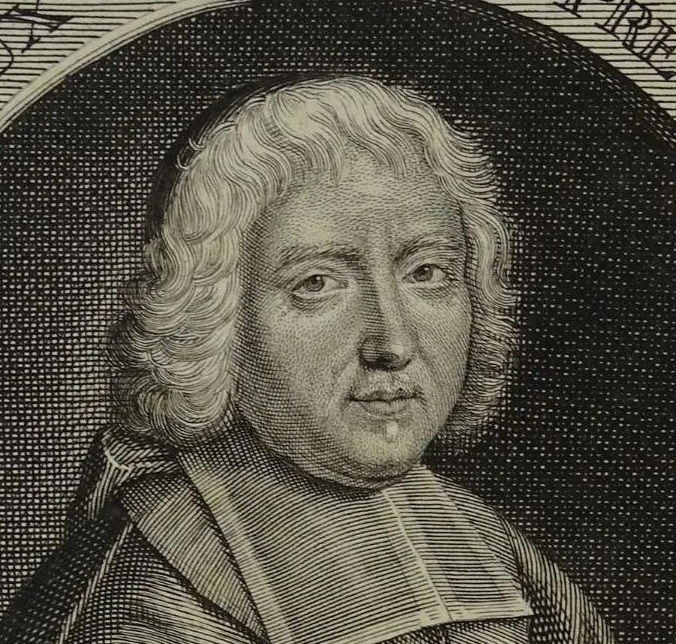
Portrait de Bossuet publié par Desrochers en 1699, tome I.
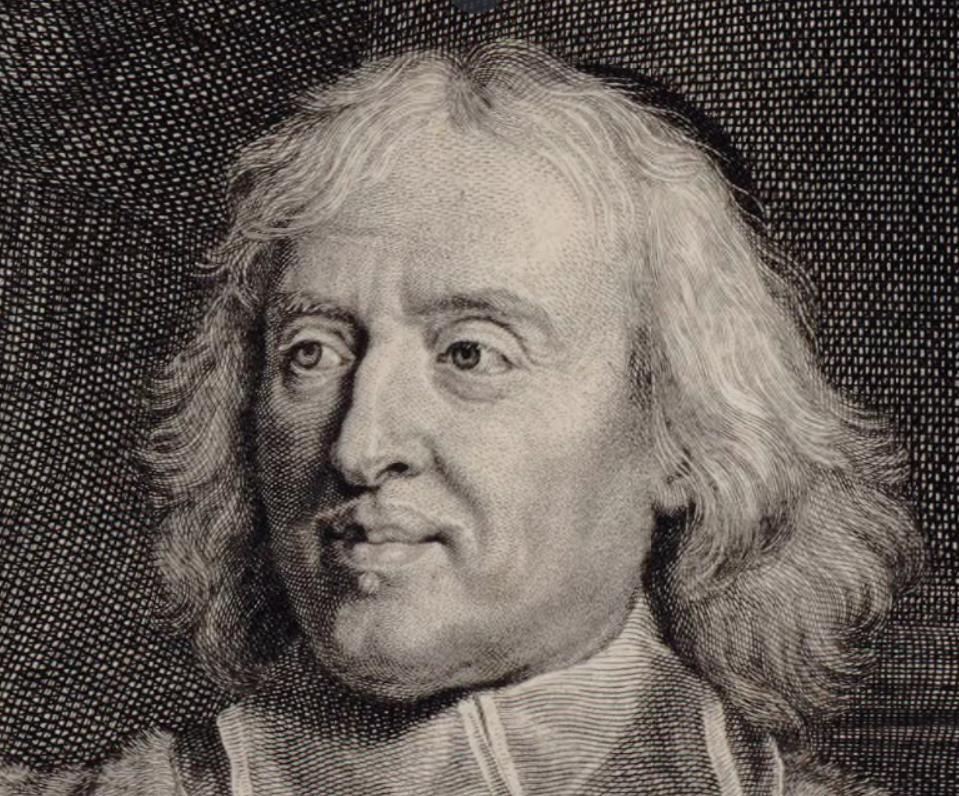
Portrait gravé de Bossuet par Drevet, d'après le tableau de Hyacinthe Rigaud de 1702, conservé au musée du Louvre.

### 1701: Le grand portrait en pied de Bossuet, conservé au musée du Louvre, chef-d’œuvre de Hyacinthe Rigaud

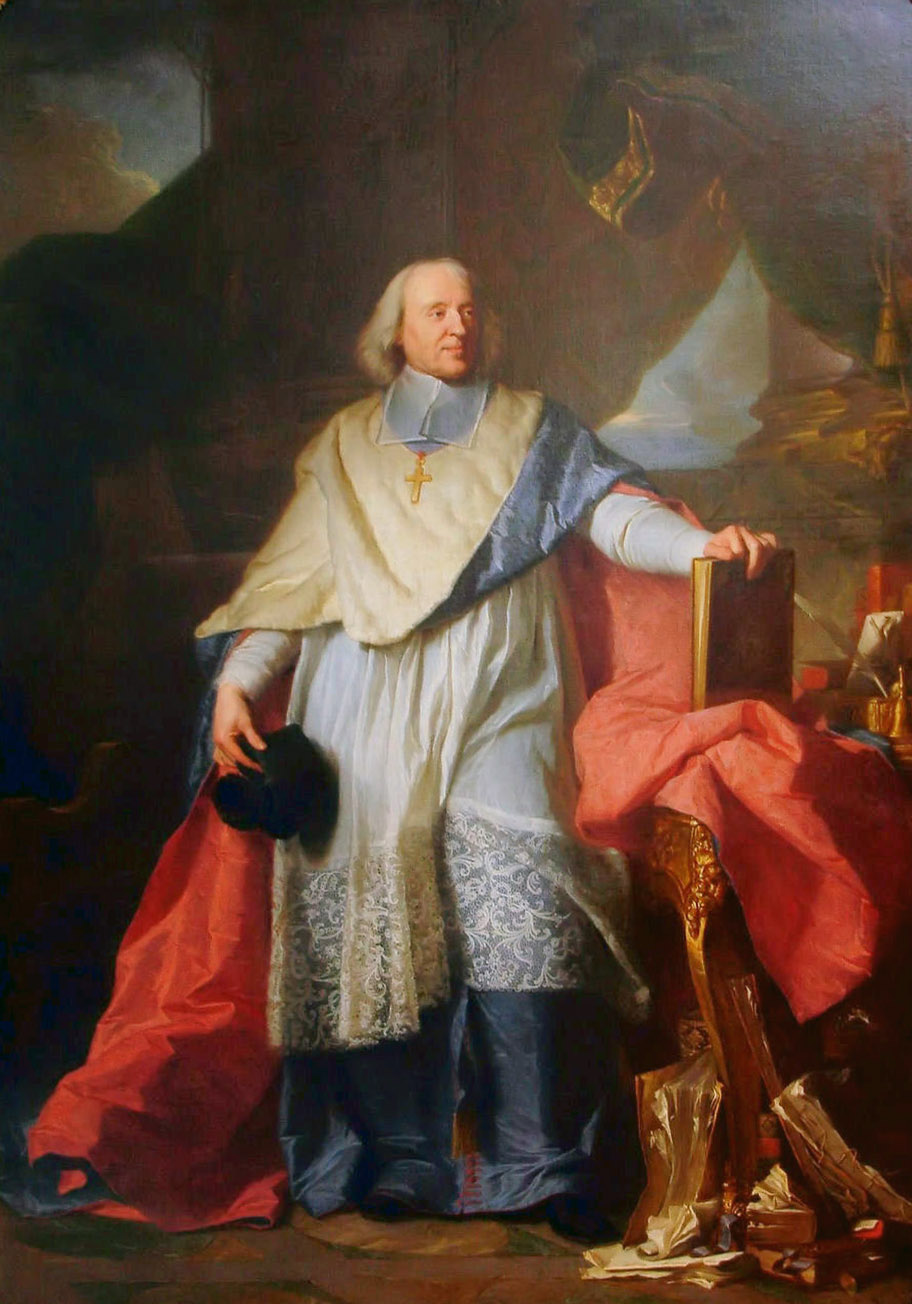
Jacques-Bénigne Bossuet par Hyacinthe Rigaud, musée du Louvre

Concernant le grand portrait en pied de Bossuet par Hyacinthe Rigaud, qui est un des tableaux les plus connus du prélat, le portraitiste a peint lui-même le visage de Bossuet lors d’un voyage à Germiny, maison de campagne des évêques de Meaux, en novembre 1701. Comme souvent chez Rigaud, cette tête a été ensuite marouflée sur la toile principale. Rigaud a peint le reste du portrait en collaboration avec Claude Bailleul et Charles Sevin de La Penaye, entre 1701 et 1705. Charles Sevin de La Penaye paraît avoir été le collaborateur principal puisque son nom figure auprès de celui du maître sur le tableau. Le portrait en pied est saisissant de puissance et d’autorité : Bossuet est peint la main appuyée sur un grand ouvrage posé sur un bureau au pied duquel se trouvent d’autres écrits de ce grand écrivain, orateur et prédicateur. Hyacinthe Rigaud avait peint une première fois Bossuet, mais seulement en buste, en 1698, portrait aujourd’hui conservé à la Galerie des Offices à Florence. Un grand dessin très fini de la main de Rigaud d’après le tableau du Louvre est conservé au musée Bossuet à Meaux : pierre noire avec rehauts de craie et de gouache blanche sur papier bleu mis au carreau ; 42,8 × 29,1 cm ; inv. 99.1.1). Ce dessin a servi de modèle pour la gravure exécutée par Pierre Imbert Drevet en 1723 (planche conservée au musée Bossuet à Meaux). Le tableau de Rigaud a été restauré par Pierre Antoine Marchais en 1821. Il a été traité en couche picturale par Georges Zezzos en 1949 puis par Lin Sourzac en 1985-1986.
Ce tableau fait référence au grand portrait de Louis XIV peint également par Rigaud en 1701 : Bossuet paraît trôner debout, ce qui a fait dire à certains spécialistes que ce grand portrait était certainement celui qui éloignait le plus de la bonne perception de l'humilité de Bossuet que l'on retrouve dans ses écrits. Qu'en quelque sorte, ce tableau faisait tort à sa modestie, à sa douceur, à son rejet de toute forme d'ambition, si ce n'est celle de la conversion des âmes.

## Oeuvres et engagements

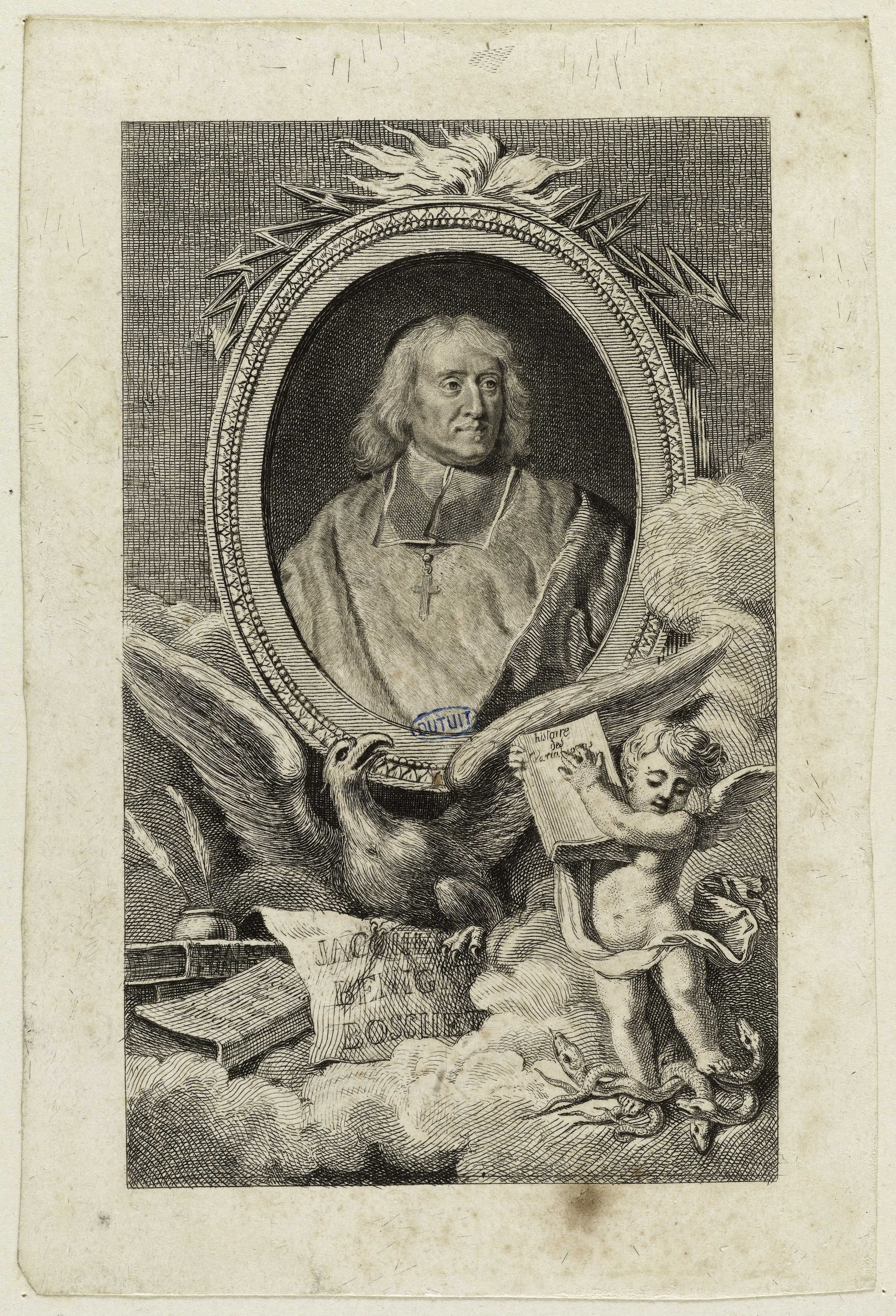
Gravure de Bossuet (Dutuit 6), GDUT8535

### LesSermons: son oeuvre la plus pérenne
Les sermons de Bossuet sont moins connus du grand public que ses oraisons funèbres. Pourtant, ce sont ces sermons qui contiennent ses véritables pensées, les plus profondes, les plus claires. Et ce sont ces sermons qui resteront éternellement un sujet de réflexion, puisque Bossuet s'y exprime en philosophe pieux. Ces nombreux textes sont tous composés de la même manière : Bossuet est un pédagogue, il exprime les pensées, thèse et antithèse, avec pour seul objectif de convaincre son auditoire. Il renverse les préjugés les plus communs, il dépasse son siècle pour tendre à un discours intemporel. C'est dans les Sermons que l'on peut comprendre véritablement le fond de l'âme de Bossuet et ses pensées les plus puissantes.
Souvent appelé à Paris, il commence à s'y faire une grande réputation pour ses sermons et ses panégyriques de saints. Il prêche un Avent et un Carême devant la reine-mère et devant le roi, et opère parmi les protestants un grand nombre de conversions, parmi lesquelles on cite celles de Turenne et de sa nièce Mademoiselle de Duras, de Dangeau. C'est pour aider ces nouveaux catholiques qu'il rédige son Exposition de la doctrine de l'Église.
Bossuet subit plusieurs influences : celles du jésuite Claude de Lingendes, des jansénistes Saint-Cyran et Singlin, et celle plus remarquable de saint Vincent de Paul. Ce dernier tient, à l'église Saint-Lazare, des conférences sur la prédication, auxquelles Bossuet assiste. Son éloquence en est marquée, elle se fait plus proche et plus simple.
La plupart de ses discours improvisés sont perdus. Quelques heures avant de monter en chaire, il médite son texte, jette sur le papier quelques notes et paroles du Christ, quelques passages des Pères de l'Église pour guider sa marche. Quelquefois, il dicte rapidement de plus longs morceaux, puis se livre à l'inspiration du moment, et s'étonne de l'impression qu'il produit sur ses auditeurs.
Il ne nous est parvenu que deux cents des quelque cinq ou six cents sermons prononcés, car Bossuet ne les considérait pas comme des œuvres littéraires dignes d'être imprimées. C'est à la fin du XVIIIe siècle que certains sermons furent conservés, grâce au travail de Dom Deforis. Ce ne sont toutefois que des brouillons, alourdis par les ratures et les variantes, et qui ne nous offrent qu'une idée approximative de sa prédication.

### Les Oraisons funèbres: connues du grand public, mais anecdotiques dans l'oeuvre de Bossuet

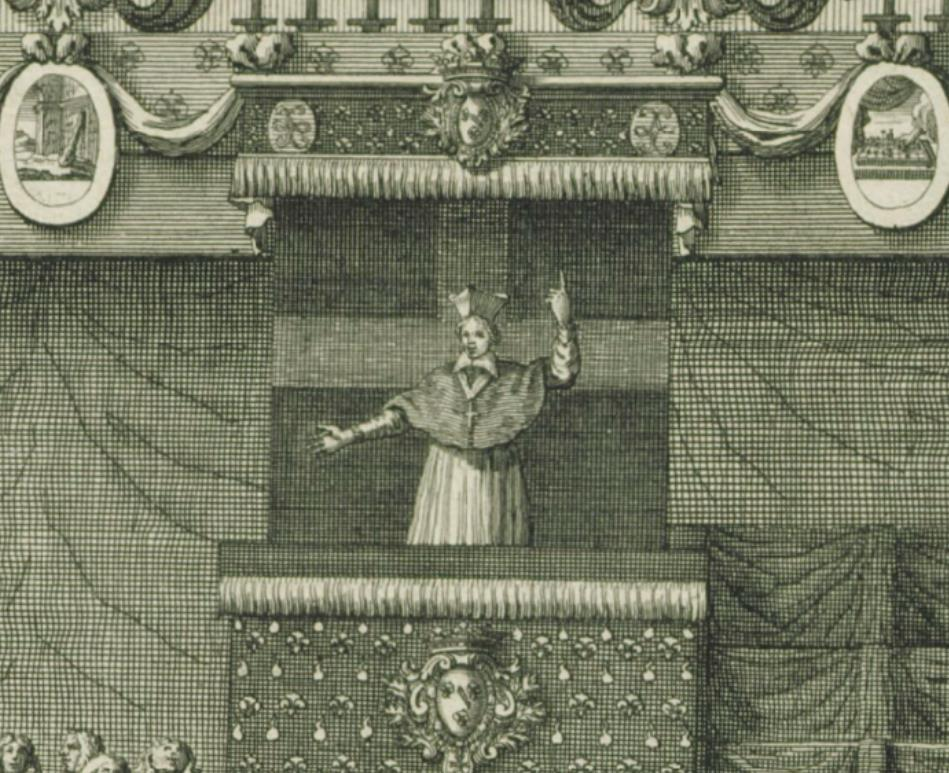
Bossuet (?) déclamant l'oraison funèbre du Grand Condé dans la cathédrale Notre-Dame-de-Paris, le 2 mars 1687, avec les décors de Jean Bérain.

Il prononce plusieurs Oraisons funèbres dans lesquelles il fait sentir avec ampleur et musicalité le néant des grandeurs humaines. Il prononce en 1669 l'oraison funèbre de Henriette-Marie de France, reine d'Angleterre puis le 21 août 1670 celle de sa fille « Madame », Henriette-Anne d'Angleterre, duchesse d'Orléans, belle-sœur du roi, décédée subitement à l'âge de 26 ans, et dont la phrase « … Madame se meurt, Madame est morte… » est restée fameuse, en 1683 celle de la reine Marie-Thérèse d'Autriche et en 1687 celle du Grand Condé, Louis II de Bourbon-Condé.
Au nombre de dix, les oraisons funèbres de Bossuet sont réputées comme des chefs-d'œuvre d'éloquence, sans modèle depuis l'Antiquité.

### Rôle dans l'assemblée du clergé de France

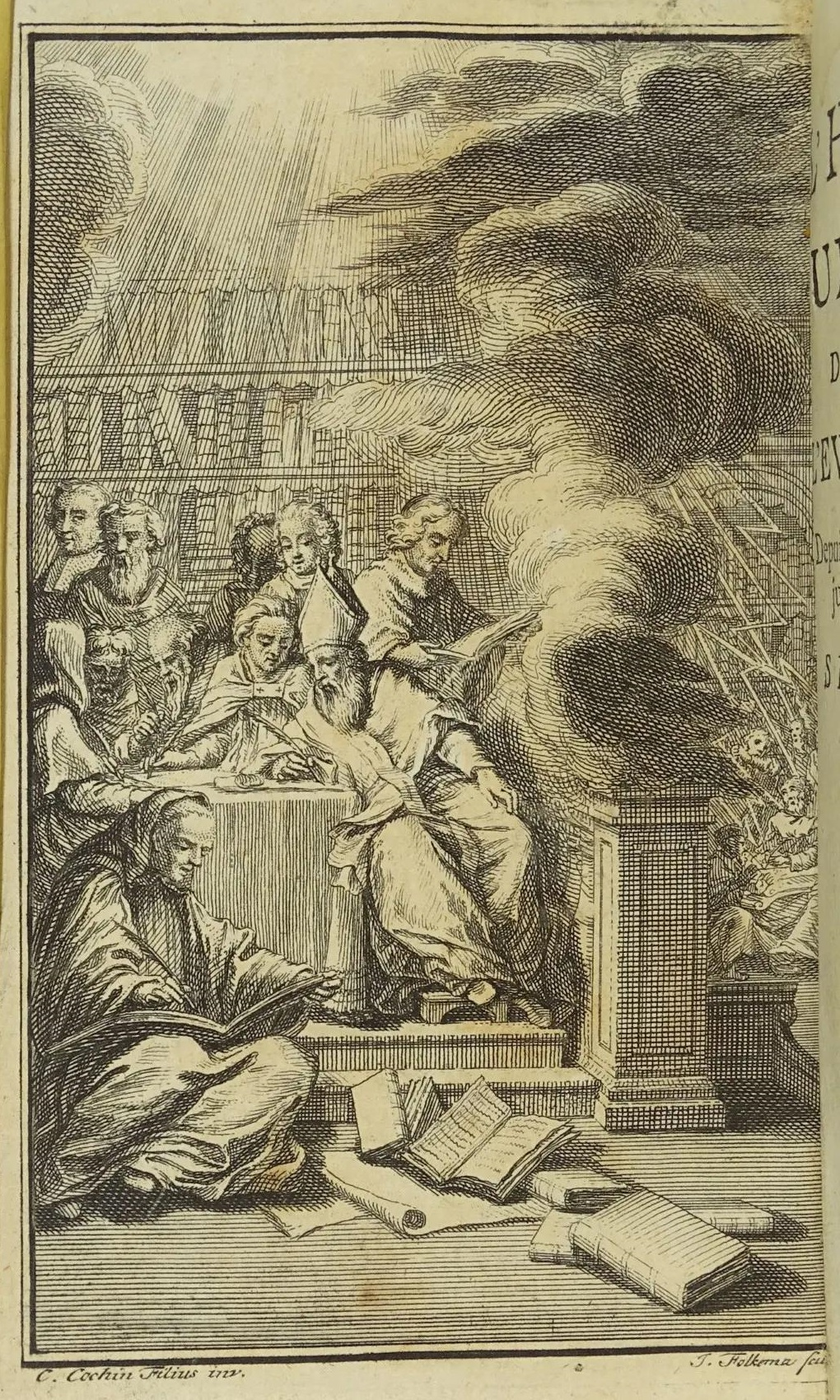
Les pères de l'Église, avec Bossuet représenté en haut à gauche.

Dans l'assemblée du clergé de 1682, à l'occasion des démêlés entre le roi et le pape, il est le moteur principal de la déclaration sur les libertés de l'Église en France en 1682, qui en accord avec la politique gallicane de Louis XIV fixe les limites du pouvoir du pape, et rédige les Quatre articles de 1682 qui sont demeurés une loi de l'État et qui ont donné lieu à de vives discussions. Le pape en est très irrité et les fait brûler.
Cette déclaration du clergé de France, plus communément appelée « Déclaration des Quatre articles », fixe jusqu’à la fin de l’Ancien Régime la doctrine des libertés de l’Église gallicane. Elle aura une énorme influence sur l’histoire de l’Église de France, prédisposant aux futures réformes religieuses des Constituants dans la Constitution civile du clergé de 1790.
François de Caulet est l'un des deux évêques, avec celui d’Alet, qui s'opposent à cette politique gallicane de Louis XIV dont la culmination est atteinte avec la Déclaration des Quatre articles. Ces deux évêques semblent d’obédience janséniste, mais dans ce contexte précis, il y a eu convergence d'intérêt avec Rome, ce qui fait de Caulet et, après la mort de celui-ci en 1680, de son vicaire Antoine Charlas, des « ultramontains » avant la lettre.

### Lutte contre le quiétisme

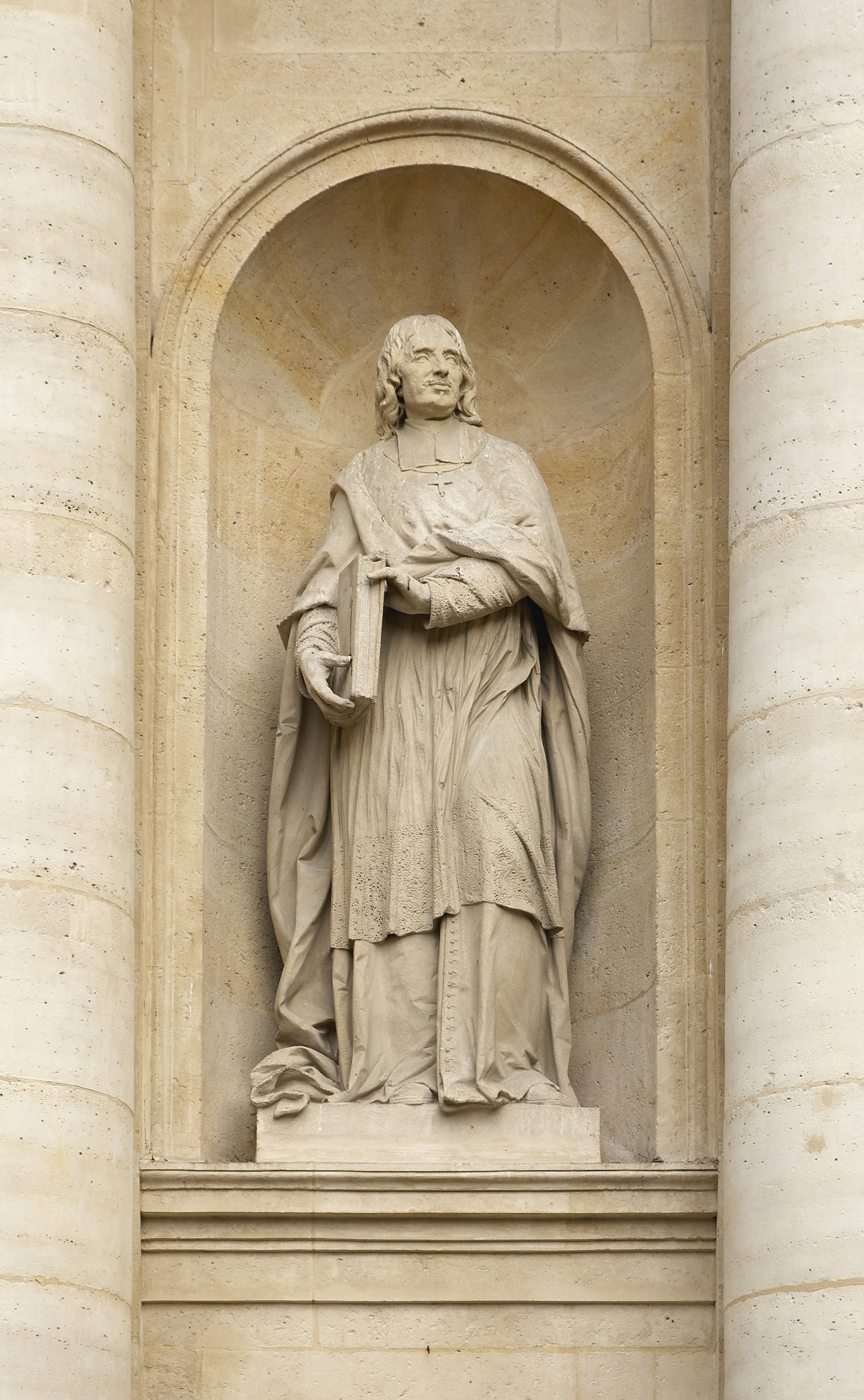
Statue de Bossuet par Barrias, façade de la chapelle de la Sorbonne

Bossuet se trouve par là en lutte avec Fénelon, disciple de Madame Guyon accusée de quiétisme. Il poursuit son adversaire à la fois auprès du roi, qui disgracie et exile l'archevêque de Cambrai, et auprès du pape qui, pour faire plaisir à Louis XIV, condamne les Maximes des Saints où Fénelon soutient la doctrine de l'amour de Dieu pour lui-même, sans aucun mélange de cette crainte que les théologiens appellent servile.
Bossuet utilise tous les moyens possibles pour discréditer à la fois Fénelon et Madame Guyon, enfermée à la Bastille pendant cinq années. Il soutient que la dévotion, toujours raisonnable, doit passer par l'autorité temporelle, alors que Madame Guyon enseigne un chemin direct de cœur à cœur. Les accusations de quiétisme étaient sans fondement, Madame Guyon ne connaissant pas Molinos ni son œuvre. Le quiétisme a été un prétexte dont les ressorts étaient bien plutôt des luttes d'influence et le fait que Fénelon était le précepteur du duc de Bourgogne.
Après une lente et douloureuse agonie, Bossuet meurt dans une demeure actuellement située au 46 rue Bossuet à Paris le 12 avril 1704, de la maladie de la pierre. L'autopsie a lieu le lendemain. « On trouva dans sa vessie qui était toute gâtée, une pierre grosse comme un œuf » écrit l'abbé François Ledieu, son secrétaire.

### Théoricien de la monarchie absolue
Dans Politique tirée des propres paroles de l’Écriture sainte, Bossuet rappelle que les rois sont les ministres de Dieu, voire qu’ils « sont des dieux ». Le roi est à l’image de son royaume ce qu’est Dieu à l’égard de la création, aussi « le trône royal n’est pas le trône d’un homme, mais le trône de Dieu même » et vouloir donc y attenter est un crime contre l’ordre divin. L’exigence de maintenir la concorde dans le peuple de Dieu et du roi peut amener ce dernier à la plus grande sévérité, y compris et plus encore envers les grands dont la désobéissance entraîne les plus graves désordres que le royaume puisse connaître.

### Position vis-à-vis des juifs

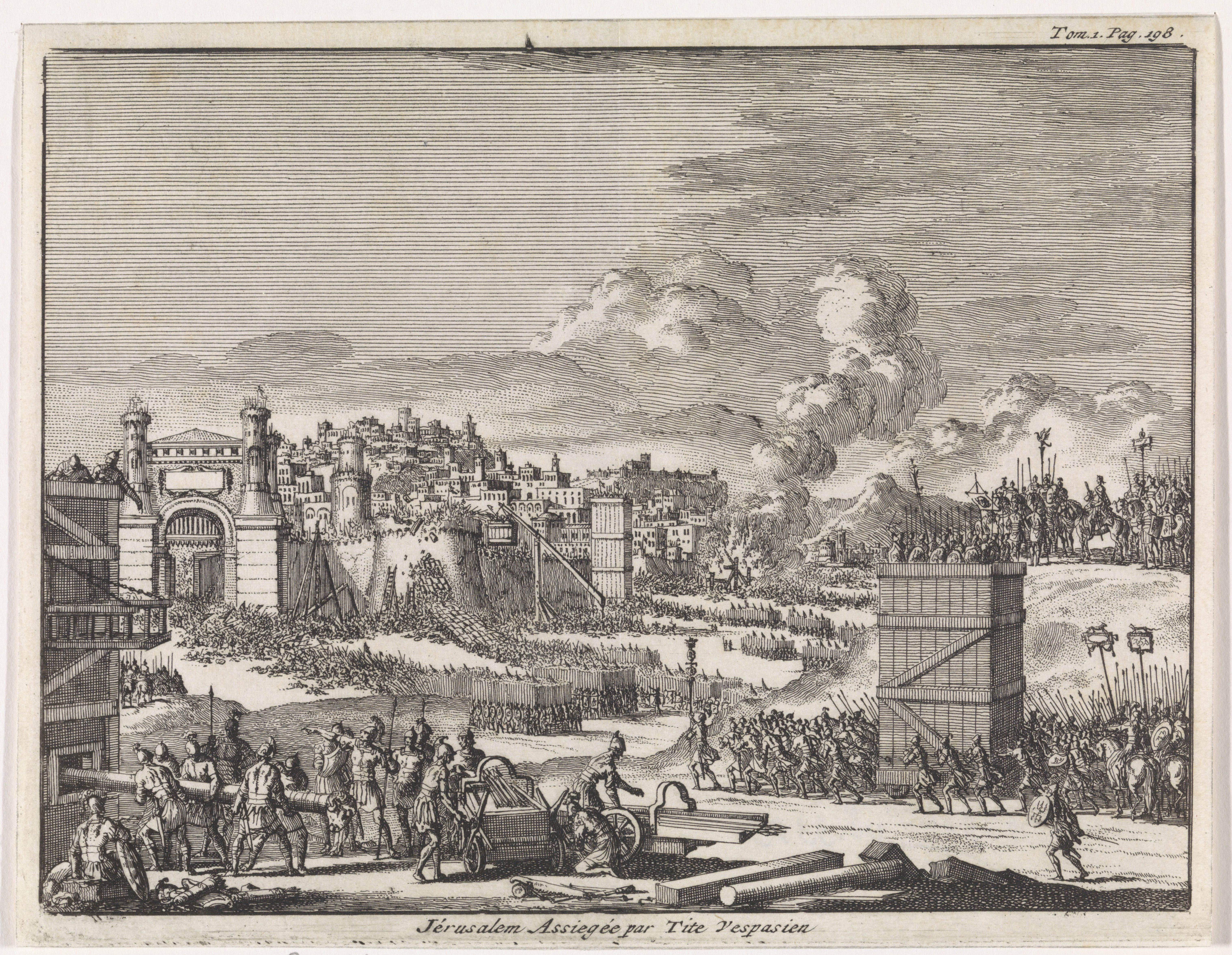
La prise de Jérusalem par Titus, gravure ancienne, 1705, La république des Hébreux.

Bossuet a eu dans certains de ses sermons des paroles très dures vis-à-vis des juifs, mais qui sont communes aux personnes de son temps, comme en témoigne ce bref passage, souvent cité :

« C'était le plus grand de tous les crimes : crime jusqu'alors inouï, c'est-à-dire le déicide, qui aussi a donné lieu à une vengeance dont le monde n'avait vu encore aucun exemple… Les ruines de Jérusalem encore toutes fumantes du feu de la colère divine […]. Ô redoutable fureur de Dieu, qui anéantis tout ce que tu frappes ! […] Ce n'était pas seulement les habitants de Jérusalem, c'était tous les Juifs que vous vouliez châtier (au moment où le futur empereur Titus a mis le siège devant la ville, les Juifs s'y trouvaient en foule pour célébrer la Pâque). […] Cependant l'endurcissement des Juifs, voulu par Dieu, les fit tellement opiniâtres, qu'après tant de désastres il fallut encore prendre leur ville de force […]. Il fallait à la justice divine un nombre infini de victimes ; elle voulait voir onze cent mille hommes couchés sur la place […] et après cela encore, poursuivant les restes de cette nation déloyale, il les a dispersés par toute la terre. »

Selon Jules Isaac, qui cite cet extrait, « Notons que, par les soins d'Alfred Rébelliau, membre de l'Institut, ces textes ont été choisis pour figurer dans la collection des classiques français la plus répandue dans nos lycées et collèges ». Menahem Macina estime que Jules Isaac fait sans doute allusion au Bossuet d'Alfred Rébelliau (Hachette, Paris, 1919, ouvrage publié dans la collection « Les grands écrivains français »). Ce texte faisait partie des auteurs du programme.

### Positions esthétiques
Bossuet, comme plusieurs de ses contemporains, s’oppose au théâtre. Une polémique l’oppose en 1694 au père Caffaro, qui affirme que l’on peut innocemment, sans conséquences pour la morale, écrire et représenter des œuvres dramatiques. Bossuet reprend les arguments de cette polémique dans les Maximes et réflexions sur la comédie.

## Célébration de Bossuet auXIXesiècle

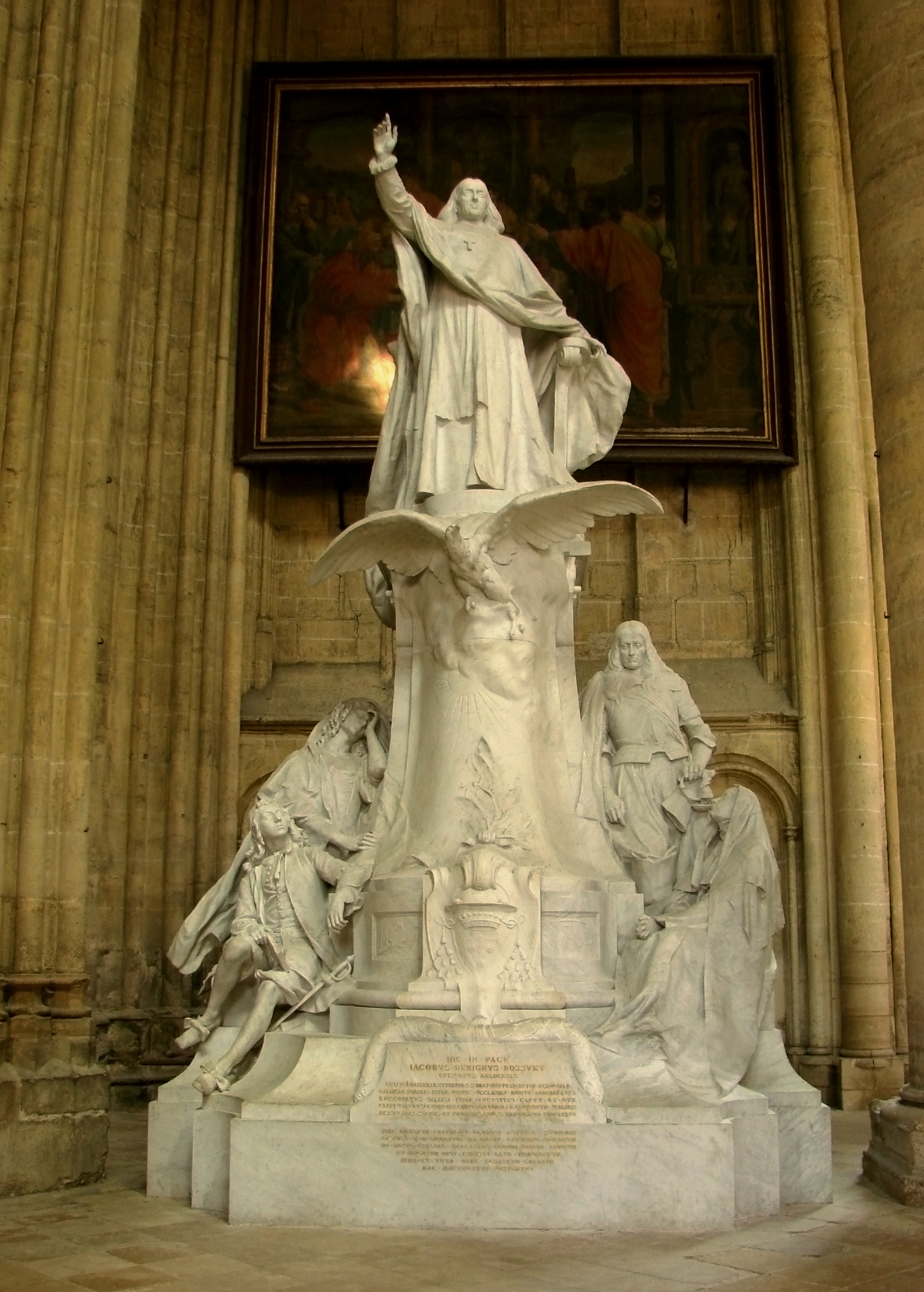
Le monument de Jacques-Bénigne Bossuet (1627-1704), par Ernest Henri Dubois (1863-1930), placé dans la cathédrale Saint-Étienne de Meaux en 1911.

Le XIXe siècle a célébré les écrits de Bossuet comme jamais. C'est le siècle des éditions complètes de ses œuvres. C'est un siècle politique où tous les renversements sont possibles. On passe de la Monarchie à la République, puis à l'Empire. Puis le cercle politique recommence jusqu'à l'instauration de la 3e république. C'est pourquoi Bossuet a tant marqué le XIXe siècle : il décrit les renversements, des cieux jusqu'à l'abîme. Son Histoire universelle dresse une fresque de la Providence du monde. Le romantisme ne pouvait que célébrer Bossuet, qui était pourtant d'une assez grande simplicité et rationalité dans ses écrits. Bossuet n'aimait pas tant la controverse qu'on le pense : il dominait les choses avec une vision générale de la vie, de la création, de la puissance de Dieu. C'est cette prise de distance de Bossuet avec les vaines futilités, sa vision générale des choses et du christianisme qui l'ont justement fait surnommé "l'aigle de Meaux".

## Œuvres

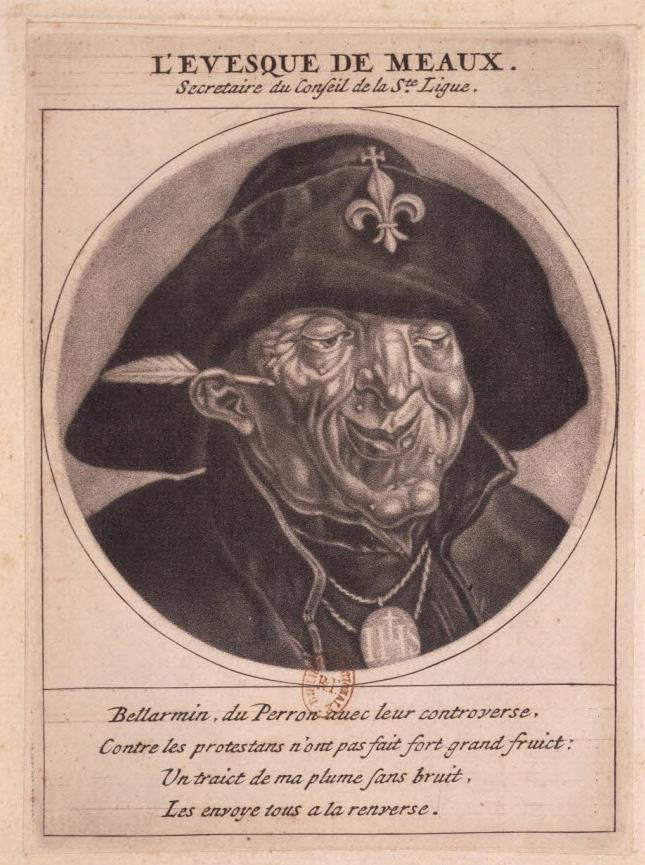
Caricature de Bossuet, 1691, coll. part.

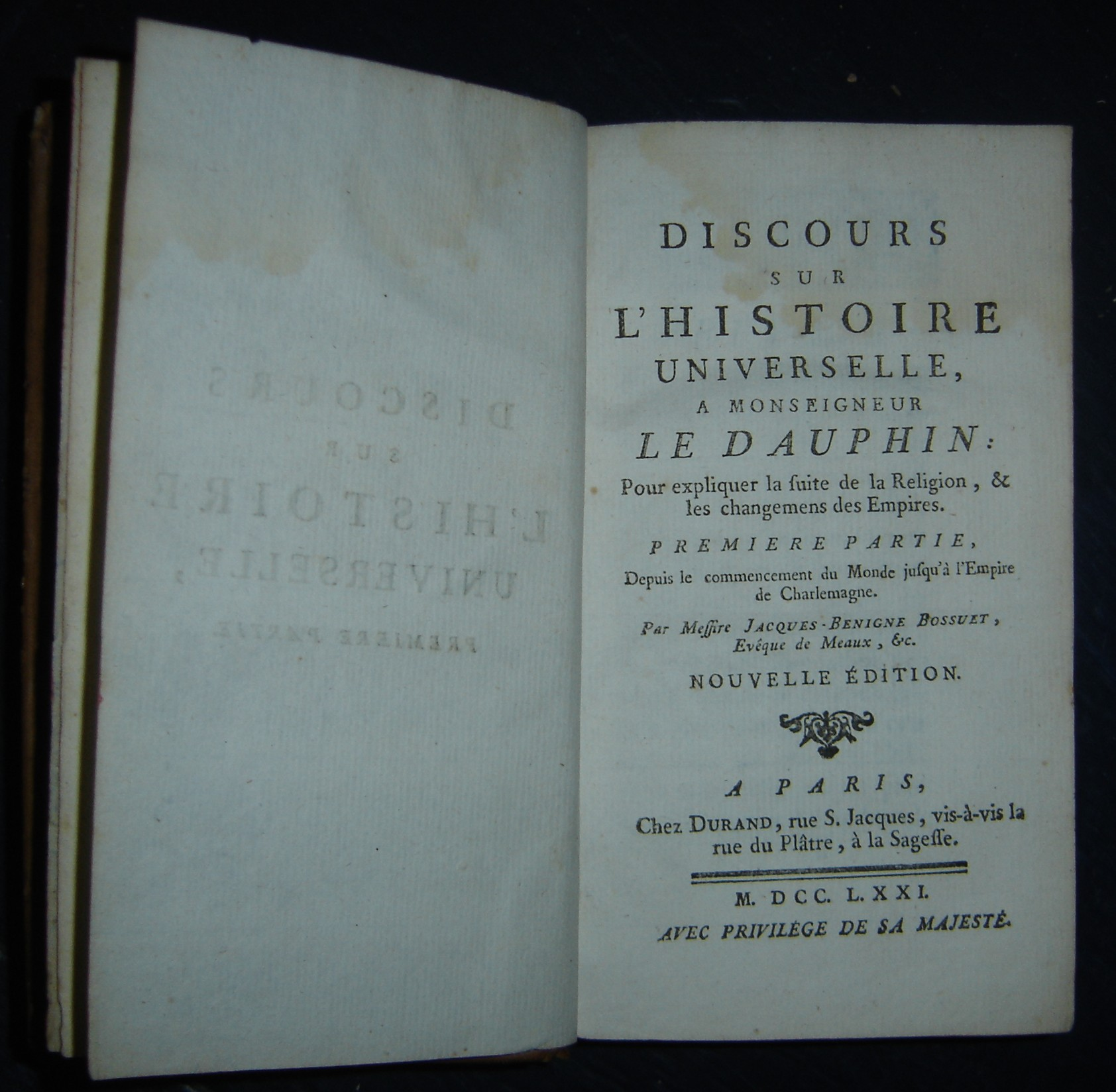
Discours sur l'Histoire universelle - édition de 1771.

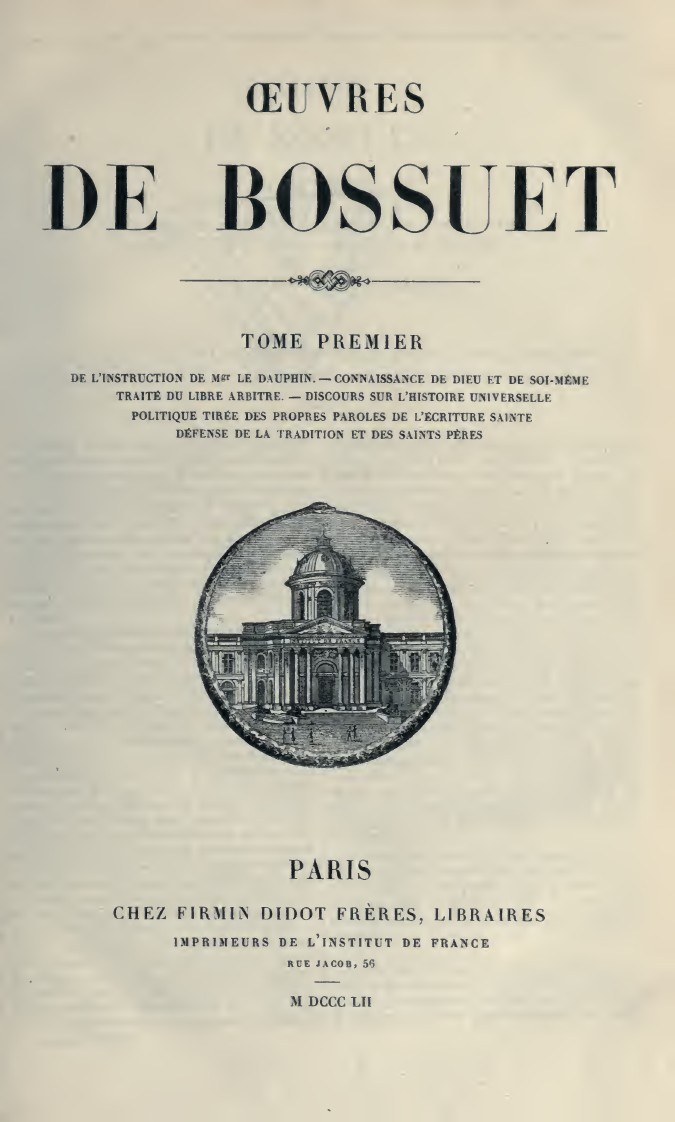
Page de titre des Œuvres, 1852.

- Méditation sur la brièveté de la vie (1648)
- Réfutation du catéchisme du Sr Paul Ferry, ministre de la religion prétendue réformée (1655, Metz)
- Oraison funèbre de Henriette-Marie de France (1669)
- Oraison funèbre de Henriette-Anne d'Angleterre (1670)
- Exposition de la doctrine de l'Église catholique sur les matières de controverse (1671)
- Discours sur l'Histoire universelle (1681)
- Défense de la déclaration de l’Assemblée du Clergé de France (1682)
- Oraison funèbre de très haut et très puissant prince Louis de Bourbon (1687)
- Catéchisme du diocèse de Meaux, dit Catéchisme de Bossuet (1687)[27]
- Histoire des variations des Églises protestantes (1688)
- Défense de l'histoire des variations contre la réponse de M. Basnage, ministre de Roterdam (1691)
- Défense de la Tradition et des saints Pères (1693)
- Maximes et réflexions sur la comédie (1694)
- Explication de la prophétie d'Isaïe (1704)
- La Politique tirée des propres paroles de l'Écriture sainte (posthume) (1709)
- Traité de la connaissance de Dieu et de soi-même (posthume) (1741)
- Sermons (posthume) (1772)
- Traité de la concupiscence (posthume) (1731)

### Éditions de référence
- Œuvres oratoires, édition de Joseph Lebarq, Lille, Desclée De Brouwer, 1890-1896 ; revue et augmentée par Ch. Urbain et E. Lévesque, Paris, Hachette et Desclée, 7 volumes : tome I (1648-1654), 1914 ; tome II (1655-1659), 1914 ; tome III (1659-1661), 1916 ; tome IV (1661-1665), 1921 ; tome V (1666-1670), 1922 ; tome VI (1670-1702), 1923 ; tome VII Compléments et tables, 1926.
- Correspondance, édition de Ch. Urbain et E. Lévesque, Paris, Gallimard, 1909-1925, 15 volumes.
- Bossuet : Œuvres, Éditions Gallimard, coll. « Bibliothèque de la Pléiade », 1936, 1573 p. (ISBN 978-2-07-010078-1)

### Éditions récentes
- Œuvres, édition de l’abbé B. Vélat et Yvonne Champaillé, Paris, Gallimard, Bibliothèque de la Pléiade, 1961
- Oraisons funèbres, édition de Jacques Truchet, Paris, Garnier, 1961
- Sermon sur la mort et autres sermons, Editions Flammarion, coll. « Garnier Flammarion », 1970, 185 p. (ISBN 978-2-08-070231-9)
- Sermons, édition de Philippe Sellier, Paris, Larousse, 1975
- Bernard, que prétends-tu dans le monde ? Panégyrique extrait des Œuvres, Paris, Gallimard, Bibliothèque de la Pléiade, 1950, chez Éditions Allia, Paris, 1999, 52 p.  (ISBN 2-84485-006-5)
- Bossuet et Constance Cagnat-Debœuf (Sous la direction de), Sermons : Le Carême du Louvre (1662), Folio, coll. « Folio-Classique », 2001, 384 p. (ISBN 978-2-07-038757-1)
- Politique tirée des propres paroles de l'Écriture sainte, Paris, Dalloz, 2003, 464 p.  (ISBN 2-247-05327-0)
- Bossuet et Jacques Truchet (de) (Sous la direction de), Oraisons funèbres, Folio, coll. « Folio Classique », 2004, 528 p. (ISBN 978-2-07-031359-4)
- Carlo Ossola et Nadine Le Lirzin, Sermon sur les Anges Gardiens, Rivages, coll. « Rivages poche », 2005, 86 p. (ISBN 978-2-7436-1464-5)
- Bossuet et FB Editions (Sous la direction de), Discours sur l’Histoire universelle, CreateSpace Independent Publishing Platform, 2014, 254 p. (ISBN 978-1-5053-2111-1)
- De l'éminente dignité des pauvres, présenté par Alain Supiot du Collège de France. Éditions Les Mille et une Nuits, 2015
- Bossuet et Yvonne Champailler (Sous la direction de), Sur la brièveté de la vie et autres sermons, Paris, Folio, coll. « Folio Sagesses », 2017, 96 p. (ISBN 978-2-07-270262-4)
- J.-B. Bossuet et Renaud Silly, Élévations sur les Mystères, Méditations et autres textes, Paris, Bouquins, coll. « Hors collection », 2017, 1728 p. (ISBN 978-2-221-14500-5)
- Œuvres historiques, philosophiques et politiques, précédées de l’Histoire de Bossuet par le Cardinal de Bausset, Préface de Renaud Silly, 2 volumes, LXII + 3868 pages, Les Belles Lettres, 2020 (présentation en ligne)
- Maximes et Réflexions sur la Comédie suivies du Traité de la concupiscence, édition de Patricia Touboul, Paris, Honoré Champion, coll. «Sources classiques», 2020, 706 p.  (ISBN 978-2-745-35260-6)